# École polytechnique fédérale de Lausanne
« EPFL » redirige ici. Pour les autres significations, voir EPFL (homonymie).
 (septembre 2015).

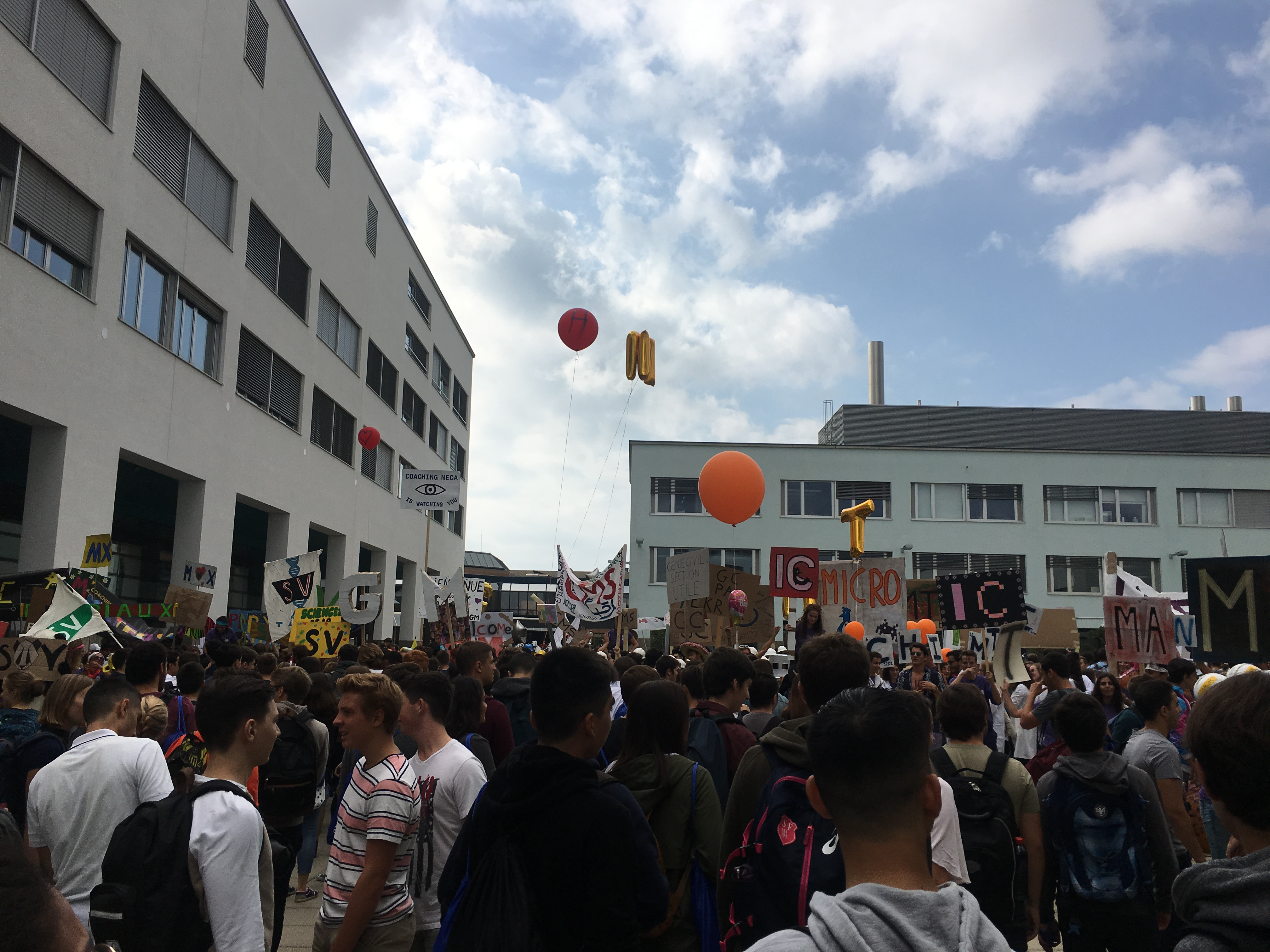
Welcome Day 2018, place Nord de l'EPFL.

L’École polytechnique fédérale de Lausanne (EPFL) est une université technique, spécialisée dans le domaine de la science et de la technologie, située à Lausanne (sur le territoire de la commune d'Écublens), en Suisse, et fondée en 1853 sous le nom d’École spéciale de Lausanne.
En septembre 2024, elle compte 14 012 étudiants (bachelor, master, doctorants et Postformation) de 130 pays. L'école recense en 2023, 6 530 collaborateurs dont 372 professeurs.

## Histoire

Ancien logo.

### Débuts
L'école est née en 1853, sous le nom de École spéciale de Lausanne, inspirée par l'École centrale de Paris. Elle est l’initiative privée de 5 membres fondateurs : Louis Rivier, diplômé de l'École centrale Paris (ECP) en 1843, Jean Gay, professeur et recteur de l'Académie de Lausanne, Pierre-Joseph Marguet, ancien élève de l'École polytechnique et Jules Marguet, diplômé de l'École centrale de Paris en 1840. Dans cette école privée, ils souhaitent « former en Suisse de bons ingénieurs » jusque-là contraints de fréquenter les grandes écoles françaises ou allemandes. L’École spéciale de Lausanne a ainsi pour but de former des bâtisseurs de haut niveau en leur enseignant la chimie, la physique, les mathématiques, le dessin, l’architecture et le génie civil.
À ses débuts, les locaux de l’école sont situés rue du Valentin à Lausanne. Onze élèves y commencent leur formation le 7 novembre 1853. Cinq d’entre eux reçoivent leur diplôme en 1855.
Entre 1857 et 1858, l’école fait construire un nouveau bâtiment à la rue de la Tour 8 selon les plans de l’architecte Louis Joël.
L’école est ensuite rattachée à l'Académie de Lausanne, ancêtre de l'Université de Lausanne et devient la Faculté technique de l’Académie de Lausanne en 1869. Lorsque cette dernière est réorganisée et acquiert le statut d'université en 1890, la faculté technique change son nom en École d'ingénieurs de l'Université de Lausanne. Cette même année, une nouvelle filière de formation en électricité est créée.
En 1902, l’école propose le cours de mathématiques spéciales, qui permet aux élèves n'ayant pas le niveau requis de combler leurs lacunes.

### Croissance et expansion
En 1943, une Section d’architecture est créée au sein de l’école. L’année d’après, l’école s'installe dans le bâtiment de l'ancien hôtel Savoy, à l'avenue de Cour à Lausanne et sur le domaine voisin des Cèdres.
En 1946, l’école est rebaptisée École polytechnique de l'Université de Lausanne (EPUL). La Section de physique est créée la même année.
En 1969, l'EPUL est séparée de l'Université de Lausanne et devient une institution fédérale sous son nom actuel, École polytechnique fédérale de Lausanne (EPFL). Il s’agit de la deuxième du pays à porter ce qualificatif après l'École polytechnique fédérale de Zurich (EPFZ). L’EPFL devient donc l'un des six établissements publics autonomes qui forment le domaine des Écoles polytechniques fédérales et dépendent de l'État fédéral, contrairement aux autres hautes écoles universitaires de Suisse qui sont généralement gérées par les cantons.
Cette fédéralisation va de pair avec la création de la nouvelle « Loi sur les Écoles Polytechniques Fédérales », acceptée à l’unanimité par le Conseil National suisse le 9 octobre 1968. L’arrêté qui l’accompagne indique que le gouvernement s'engage à transférer dans un délai de 25 ans la totalité de l'institution sur un seul et nouveau lieu, le site de Dorigny, situé sur la commune d’Ecublens à 5 kilomètres à l’ouest de Lausanne. Le site est voisin de celui de l'Université de Lausanne (UNIL), installée depuis octobre 1970.
La construction des nouveaux bâtiments commence sur le site de Dorigny en 1974 et les premiers bâtiments sont inaugurés en 1978,.
En 1991, la Fondation PSE du Parc scientifique (aujourd’hui EPFL Innovation Park) voit le jour sur le site de l’EPFL. Elle a pour but de stimuler le transfert de technologie et la création d’entreprise.
La même année, la Section des sciences de la communication est créée.

### Histoire récente
En 2001, la Section d’architecture déménage sur le campus de Dorigny, où l'EPFL est désormais au complet.
Sous l'impulsion de Patrick Aebischer, président de l’EPFL dès l’an 2000, l'EPFL effectue une mutation importante, renforçant considérablement son implication dans le domaine des sciences de la vie.
Le programme "Sciences, Vie, Société" (SVS), avec les Universités de Genève et de Lausanne se concrétise en 2001. Il comprend notamment le transfert des Sections de chimie et de physique et de l'Institut de mathématiques (CMP) de l’Université de Lausanne à l’EPFL.
En 2002, une nouvelle faculté en Sciences de la vie est créé, divisée en des Sections de bio-ingénierie, cancérologie, infectiologie et neurosciences. Le projet phare de ce redéploiement est le Blue Brain. Un Collège des Humanités est également créé en collaboration avec les Universités de Lausanne et de Genève.
Cette même année, l’organisation interne est repensée. Les douze départements deviennent cinq grandes facultés, pour renforcer la collaboration transdisciplinaire.
En 2008, l’Institut Suisse de Recherche Expérimentale sur le Cancer rejoint la Faculté des Sciences de la Vie de l’EPFL. Le déménagement des groupes de recherche dans le nouveau bâtiment s’est déroulé dans le courant 2009,.
En 2009, l’Institut de Microtechnique de l’Université de Neuchâtel est rattaché à l’EPFL. Ses domaines de compétence portent sur la technologie des capteurs et senseurs, la micro-optique (télécoms), la reconnaissance d'images, le traitement des signaux (GPS) et les cellules photovoltaïques au silicium amorphe. Le site est rebaptisé Microcity.
Depuis 2009, les services de formation continue de l'UNIL et de l'EPFL sont regroupés au sein de la Fondation pour la formation continue universitaire lausannoise, la Formation Continue UNIL-EPFL.
En 2014, EPFL Valais/Wallis est créée à Sion. Le site est axé sur la recherche scientifique et à l’innovation dans les domaines de l’énergie, de la chimie verte, de la santé et de l’environnement.
Depuis 2015, l’EPFL compte également des sites à Fribourg et Genève. L’EPFL Fribourg est établie au Smart Living Lab, un centre de recherche et développement dédié au futur de l’environnement bâti, dans le quartier d’innovation de blueFACTORY. Au Campus Biotech de Genève, les chercheurs de l’EPFL travaillent dans les domaines des neurosciences, des neurotechnologies numériques et de la santé mondiale,.
Le 2 avril 2015, l'Iran et le Groupe P5+1 ont annoncé au Rolex Learning Center leur accord cadre sur le Nucléaire Iranien.
En 2019, l'école s'offre, à l'occasion des 50 ans de sa transformation en institution fédérale, un nouveau design de logo pour moderniser son image.

## Statistiques
L'École polytechnique fédérale de Lausanne compte environ 14 800 personnes sur le campus, dont environ 10 600 étudiants et doctorants, 343 professeurs, des collaborateurs scientifiques et techniques et des entrepreneurs du Parc scientifique de l'EPFL. On recense plus de 125 nationalités et plus de 48 % des étudiants et 56 % du corps enseignant sont étrangers.
Son budget est de 949.8 millions de francs suisses en 2017. Celui-ci provient à environ 66,6 % de la Confédération suisse, 33,4 % de tiers (Fonds national suisse de la recherche scientifique, industrie, programmes européens) dont 0,9 % des taxes étudiantes.
L'EPFL est membre du réseau Top Industrial Managers for Europe (TIME) créé en 1989 et qui regroupe une cinquantaine d'universités dispensant une formation d'ingénieur. Elle est aussi partenaire avec plus de 150 écoles et universités dans le monde, ce qui permet l'échange d'étudiants.
La bibliothèque de l'EPFL, accessible à tous les publics, est située au cœur du Rolex Learning Center, dispose de 860 places de travail et regroupe plus de 300 000 documents imprimés et 100 000 documents électroniques.
L'école dispose de son propre magazine, Dimensions, paraissant quatre fois par année en français et en anglais. Il existe aussi L'auditoire, le journal des étudiants de l'EPFL et de l'UNIL, diffusé sous forme imprimée (tirage de 7 000 exemplaires en 2016) et électronique.

## Campus
Depuis son déménagement à Dorigny en 1974, le site est en constante évolution, et de nombreuses constructions viennent se greffer sur le vaste campus formé par l'EPFL à proximité du lac Léman. La première étape de construction, d'un budget de 462 millions de Francs, s'achève en 1984. Au tournant des années 1990, la seconde étape regroupant la coupole et la diagonale est achevée. C'est ensuite au tour du Parc scientifique (PSE) et du Centre de recherche en physique des plasmas (Tokamak à configuration variable) d'être construits. Enfin l'aménagement du quartier nord débute en 1995 avec la construction du bâtiment de microtechnique, achevée en 1998, et du bâtiment d'architecture terminé en 2000.
Le Learning center, construction du bureau japonais SANAA, rassemble des espaces de travail, de détente et de services. Il est appelé à devenir le centre du campus. En avril 2014, un centre de conférences, le SwissTech Convention Center, s'ajoute aux bâtiments du campus. Il rassemble une salle de 3 000 places, 500 lits pour étudiants, des salles plus petites ainsi que des commerces et services.
Le bâtiment EPFL-Pavilions (anciennement Artlab), est inauguré en novembre 2016. Il comprend trois espaces ouverts au public : l'un est destiné à la mise en valeur des archives du Montreux Jazz Festival ; le deuxième est un espace d'expérimentation muséale. Le troisième espace, le DataSquare, accueille une exposition de longue durée sur le Big data, illustrée par deux projets scientifiques de l'EPFL : le Human Brain Project et Venice Time Machine.
Également inauguré en 2016, le bâtiment MED est occupé par les Facultés STI et SV. Il remplace le bâtiment ME édifié au début des années 70 lors de la première phase de développement du campus. Conçu par l’architecte français Dominique Perrault, le MED est composé de deux ailes reliées par un grand atrium central. Des mailles métalliques recouvrent les façades. Le bâtiment est l’objet de travaux de recherche, avec ses capteurs permettant d’observer en temps réel le déplacement et le comportement des usagers et de mesurer la température, la luminosité et l’humidité afin d’optimiser la gestion énergétique,,.
En 2018, le bâtiment GA (Garderie et Administratif) est construit. Il abrite notamment le centre de vie enfantine "Le Polychinelle", un centre d'accueil parascolaire, deux classes enfantines ainsi que le Service de promotion des sciences (SPS) de l’EPFL.
Deux musées sont présents sur le site : Archizoom, consacré à l'architecture, et le musée Bolo, consacré à l'histoire de l'informatique.
Le campus de l'EPFL reçoit le 11 juin 2009 le 1er prix international des campus durables décerné par l'International Sustainable Campus Network (ISCN). En effet, depuis les premières études pour la construction du site d'Écublens, l'école a voulu contrôler ses dépenses énergétiques. C'est ainsi que dès 1970 est décidée la construction d'une station de chauffage expérimentale à thermopompes. La station de pompage aspire l'eau du lac Léman à 65 mètres de profondeur à une température constante de 6 °C et rejette l'eau dans la Sorge à 3 °C. L'installation, qui fonctionne toujours parfaitement, couvrait à son origine 90 % de l'énergie nécessaire au chauffage des bâtiments de l'EPFL.
L'EPFL dispose d'un centre sportif et nautique commun avec l'Université de Lausanne (UNIL), au bord du lac Léman, qui permet la pratique de nombreuses activités.
Le site est desservi par la ligne de métro M1 du réseau des Transports publics de la région lausannoise par la station EPFL.
On compte pas moins de 18 lieux et commerces de restauration sur le campus, une épicerie, un bar associatif (Satellite), ainsi que deux hôtels (Starling Hôtel at EPFL et SwissTech Hôtel) et 300 logements pour étudiants.
En mai 2009, l'EPFL signe avec le Sheikh Saud bin Saqr un accord portant sur la création d’un campus de l'école à Ras el Khaïmah (Émirats arabes unis). Ce campus est baptisé « EPFL Middle East ».
En plus du site de Dorigny, l'école a ouvert des antennes à Fribourg (Smart Living Lab), Neuchâtel (Microcity) et Sion (Pôle EPFL Valais). Elle possède aussi des laboratoires au Campus Biotech de Genève qui héberge également les projets Human Brain Project et Blue Brain Project. L'EPFL est de ce fait présente dans 5 cantons suisses (Vaud, Fribourg, Neuchâtel, Valais et Genève).

## Formations
L'EPFL propose quatre types de formations :
- le Bachelor, d'une durée de trois ans (une année propédeutique et deux années de cycle bachelor), qui est sanctionné par le titre de Baccalauréat universitaire en sciences et l'obtention de 180 crédits ECTS. L'EPFL propose 13 formations du niveau bachelor dispensées, en français, au sein des 13 sections que compte l'école ;
- le Master, d'une durée de 3 ou 4 semestres (respectivement 90 ou 120 crédits ECTS), après lequel on obtient le diplôme Maîtrise universitaire ès sciences et le titre d'ingénieur de l'EPFL. Il existe 29 programmes de master à l'EPFL, la plupart étant donnés en anglais, ainsi que huit mineurs ;
- l'école doctorale, qui permet de mener à bien un travail de recherche de 3 à 5 ans dans le cadre d'un des 19 programmes doctoraux que propose l'EPFL et d'obtenir le titre de docteur ès sciences ;
- l'école de la formation continue, qui propose aux professionnels d'acquérir un executive MBA ou une Maîtrise d'études avancées.

Les titres délivrés par l'EPFL sont tous reconnus par l'OAQ, l'Organe d’accréditation et d’assurance qualité des hautes écoles suisses. Les formations en ingénierie sont également accréditées par la CTI (Commission des titres d'ingénieur) en France, où le titre d'ingénieur est protégé. Ce fut un des premiers diplôme étranger à être reconnu par la France et ce par l'arrêté ministériel du 19 octobre 1949.
L'EPFL a des accords de double diplôme avec, entre autres, l'École polytechnique, l'École polytechnique de Montréal, l'École centrale de Lille, l'Université technique de Munich ou encore l'École polytechnique fédérale de Zurich.
Au printemps 2025, L'EPFL a des accords d'échange avec plus de 170 universités dans le monde dont l'Université Nationale de Singapour, l'Université de Tokyo, l'Université technique de Delft, l'École Polytechnique, l'Université Carnegie-Mellon, l'Université McGill, l'Imperial College London.
Seuls 47 % des étudiants n'ont jamais pris de retard dans l'obtention de crédits. Le taux de réussite en 1re année va de 31,6 % (section génie électrique et électronique, 2013/2014) à 52,1 % (section d'architecture, 2013/2014). Il a été, pour toute l'école, de 41,8 % en 2013/2014, de 49,1 % en 2012/2013, de 51,5 % en 2011/2012, de 50,7 % en 2010/2011 et de 50,6 % en 2009/2010. Il faut cependant noter que 58 % des étudiants ont finalement obtenu leur diplôme dont 58 % d'entre eux dans le temps minimal.

### Mise à niveau
Depuis septembre 2016, un programme intitulé "mise à niveau" (parfois abrégé MAN) a été instauré dans le but d'apporter un soutien aux élèves ayant obtenu des résultats inférieurs à 3.5 (sur un total de 6.0) à leur premier semestre. Durant le deuxième semestre, ces élèves sont donc invités à suivre 24 heures de mathématiques et 6 de physique hebdomadaires dans le but de "mettre à niveau les connaissances et les aptitudes" attendues par l'établissement en vue de pouvoir retenter sa chance avant un échec définitif.
Le taux de réussite de la mise à niveau est actuellement de 60%. Étant donné que la mise à niveau est récente, son efficacité à long terme n'a pas encore pu être évaluée. Cependant, les élèves ayant réussi ce semestre particulier avec une note supérieure à 4.5 ont "très fortement réussi" leur premier semestre de cours par la suite. Pourtant, en 2018, une vague de protestation se soulève contre ce système, notamment en raison du système d'examen en fin semestre qui conduit ceux qui y échouent à n'avoir pu réaliser qu'une seule année au sein de l'établissement, ce qui est un cas isolé parmi les hautes écoles suisses,. Il est également soulevé qu'entre 2016 et 2019, aucun étudiant de la faculté d'architecture n'a réussi la mise à niveau.

### Formation continue
La Formation Continue UNIL-EPFL est une fondation qui existe depuis 2009. Elle regroupe les services de formation continue de l'UNIL (Université de Lausanne) et de l'EPFL, qui ont été regroupés en une seule entité pour davantage de synergies.

### Formes d'admission
- Les étudiants possédant une maturité suisse, quelle que soit la note, sont admis directement à l'EPFL en première année[46].
- Les étudiants possédant un baccalauréat ou un titre équivalent avec au moins 80 % de la note maximale (soit 16/20 pour un baccalauréat français, l'équivalent de la mention Très Bien), ainsi qu’une note minimale de 80% en mathématiques et en physique (soit 16/20 au minimum à l’épreuve finale du baccalauréat français dans ces matières en tant que spécialités[47]) sont également admis directement à l'EPFL en première année[46].
- Les étudiants ne possédant pas les notes nécessaires ou ne possédant pas de diplôme équivalent peuvent suivre le cours de mathématique spéciale (CMS) de l'EPFL ou d'une école privée.
- Toute personne titulaire d'un bachelor délivré par une université reconnue peut déposer sa candidature pour un programme de master.

## Organisation

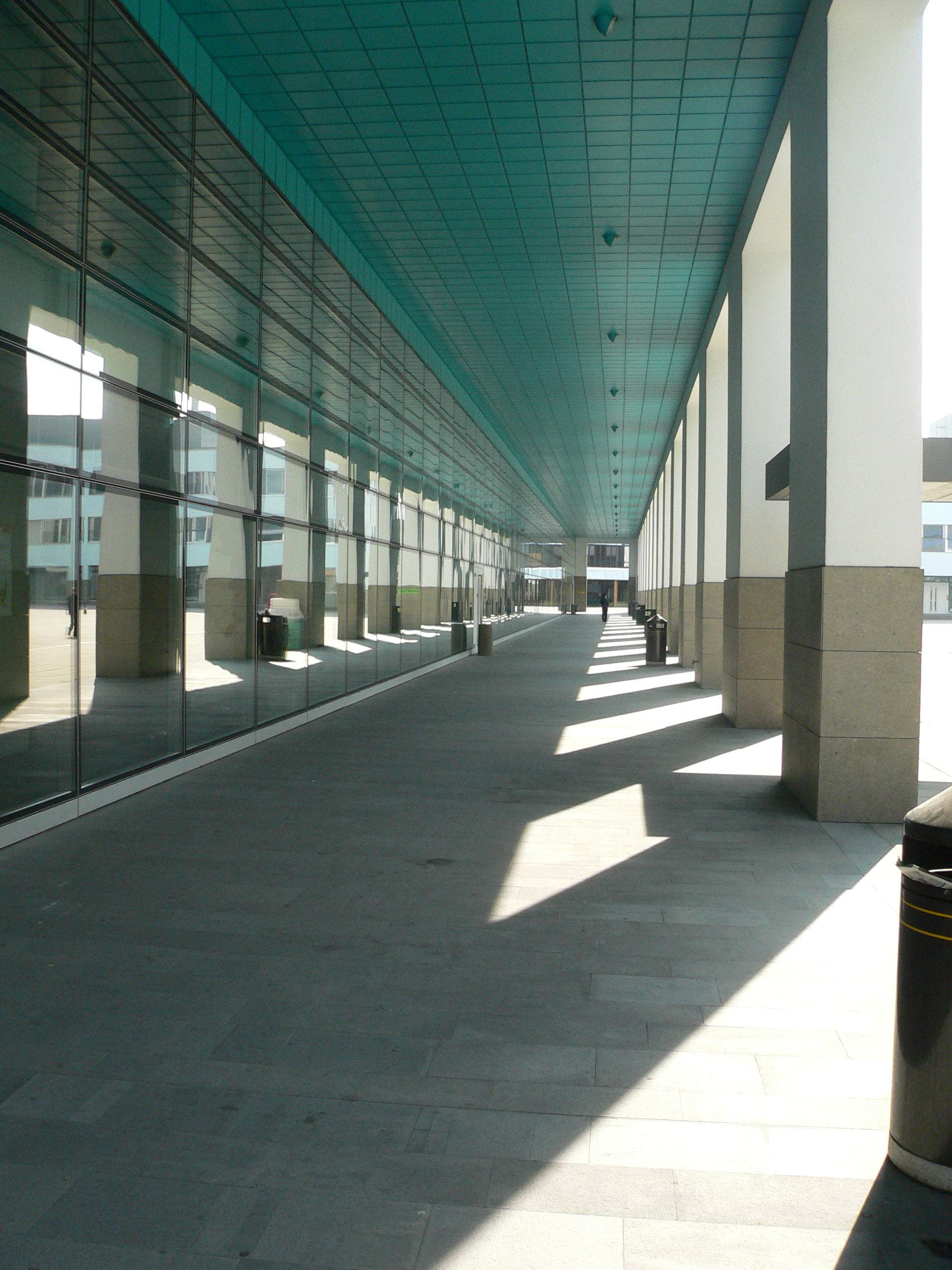
Galerie sous le bâtiment de microtechnique.

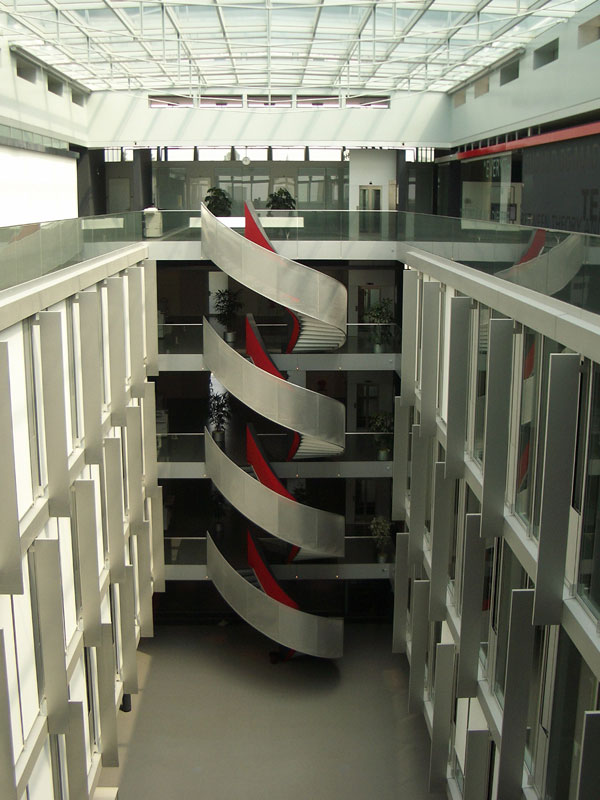
Vue intérieure du bâtiment BC.

En 2018, l'EPFL possède cinq facultés et deux collèges :
- Faculté des sciences de base (SB) :
  - Section de chimie et génie chimique (CGC)
  - Section de mathématiques (MA)
  - Section de physique (PH)

- Faculté des Sciences et techniques de l'ingénieur (STI) :
  - Section de génie mécanique (GM)
  - Section de science et génie des matériaux (MX)
  - Section de génie électrique et électronique (EL)
  - Section de microtechnique (MT)

- Faculté de l'environnement naturel, architectural et construit (ENAC) :
  - Section d'architecture (AR)
  - Section de génie civil (GC)
  - Section des sciences et ingénierie de l'environnement (SIE)

- Faculté informatique et communications (IC) :
  - Section d'informatique (IN)
  - Section des systèmes de communication (SC)

- Faculté des sciences de la vie (SV) :
  - Section d'ingénierie des sciences du vivant (SV)

- Collège du management de la technologie (CDM) :
  - Section du management de la technologie (MTE)
  - Section de l'ingénierie financière (IF)

- Collège des humanités (CDH) :
  - Programme d'enseignement des sciences humaines et sociales (SHS)
  - Section des humanités digitales (DH)

### Direction
Depuis le 1er janvier 2025, Anna Fontcuberta i Morral est présidente de l'EPFL.

#### Anciens présidents
- Jean Gay (1853-1874), professeur de mathématiques de 1853 à 1874, professeur et recteur de l'Académie de Lausanne
- Jules Marguet (1875-1887), membre fondateur
- William Grenier (1887-1894)
- Charles Dapples (1894-1898), membre du conseil national
- Adrien Palaz (1898-1919), diplômé de l'EPFZ, professeur de génie civil
- Jean Landry (1919-1940)
- Alfred Stucky (1940-1963), ingénieur civil, professeur d'hydraulique
- Maurice Cosandey (1963-1978), docteur honoris causa de l'EPFL 1989
- Bernard Vittoz (1978-1992), ingénieur physicien de l'EPUL, professeur extraordinaire de mécanique
- Jean-Claude Badoux (1992-2000), ingénieur civil de l'EPFZ, professeur à l'Université de Californie
- Patrick Aebischer (2000-2016)
- Martin Vetterli (2017-2024)

## Classements et scientométrie
Le classement mondial des universités QS 2015 - 2016 classe l'école à la 14e mondiale, 10e dans les domaines de l'ingénierie et de la technologie  et 16e dans le domaine des Sciences de base.
Par ailleurs, le mensuel Times Higher Education classe l'EPFL à la 41e position de son classement 2016 des meilleures universités mondiales, 11e mondiale dans les domaines de l'ingénierie et de la technologie ainsi que 20e en Sciences de base (en 2014-2015). En 2020, le même mensuel la classe au 20e rang mondial du classement des universités selon l'employabilité des diplômés (et première francophone).
L'EPFL décroche la 12e place mondiale dans le classement de Leiden (non-dépendant de la taille de l'établissement) où elle monte jusqu'à la 5e place dans le domaine des sciences biomédicales.
Le Classement académique des universités mondiales par l'université Jiao Tong de Shanghai de 2016 se basant sur des indicateurs ayant attraits à la recherche la place au 11e mondial (3e européenne) dans la catégorie ingénierie, technologie et informatique et 35e en sciences de base.

## Recherche

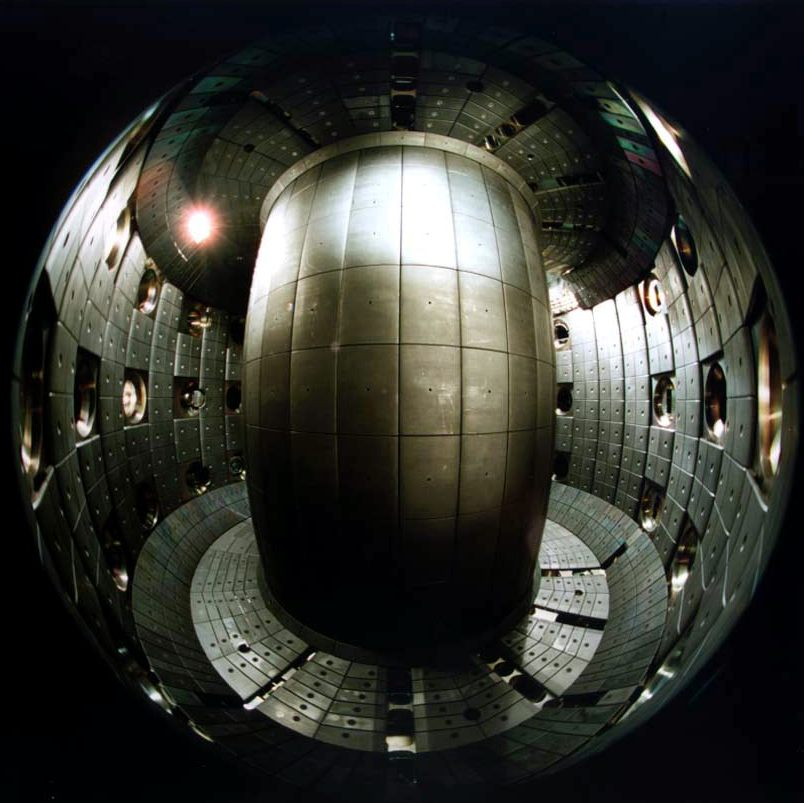
Tokamak à configuration variable.

La recherche scientifique à l'EPFL est menée par 50 instituts et centres et plus de 250 laboratoires. Le nombre de publications s'est élevé à 2 700 en 2010, en outre près de 400 brevets ont été déposés et 750 inventions annoncées depuis 2001. Ses chercheurs ont récolté six « advanced grants » et onze « starting grants » du Conseil européen de la recherche en 2010, ce qui porte à trente le nombre de subventions récoltées depuis 2007.
En 2022, Maryna Viazovska, titulaire de la Chaire d’arithmétique à l'EPFL, a reçu la médaille Fields pour la résolution du problème de l'empilement des sphères en dimension 8 et 24.
L'EPFL est en possession depuis 2013 d'un supercalculateur IBM Blue Gene/Q, appelé Lemanicus. Cette machine se situe au 141e rang mondial du classement TOP500 (novembre 2012) avec sa puissance de calcul théorique maximale de 209 teraflops. Il est également classé au 10e rang de la liste Green 500 (novembre 2012) des ordinateurs les plus écologiques du monde. Le superordinateur est utilisé dans le cadre du Blue Brain Project, dont le but est de modéliser une colonne corticale de mammifère par rétroingénierie.
L'EPFL possède sur son site un réacteur à fusion thermonucléaire Tokamak à configuration variable qui permet une collaboration de l'EPFL dans le projet ITER.

### Partenariats scientifiques

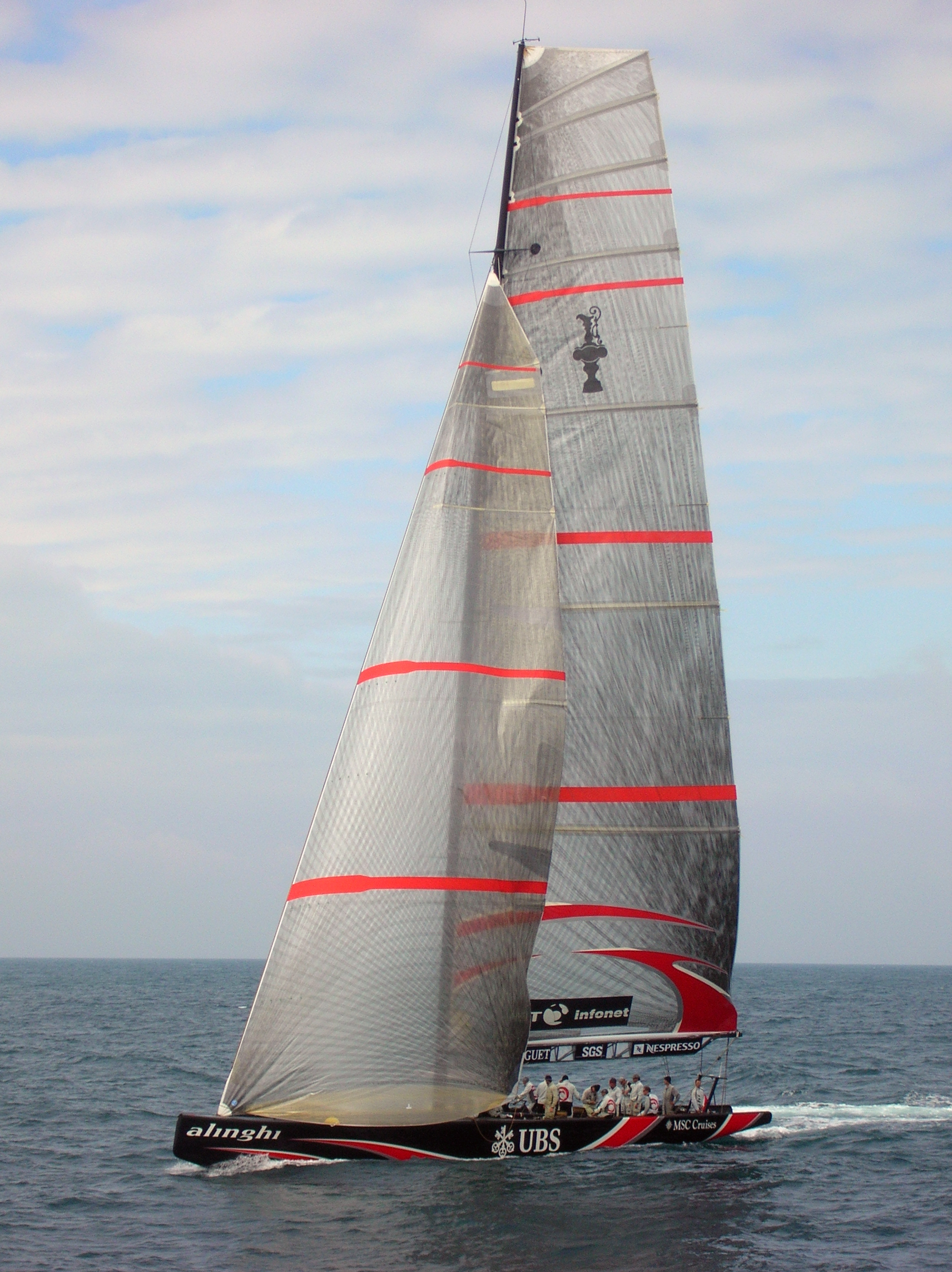
Alinghi en 2007.

- L'EPFL est le conseiller scientifique officiel de l'équipe Alinghi, double vainqueur de la Coupe America 2003 et 2007.
- L'Hydroptère, trimaran volant s'affranchissant du principe d'Archimède et détenteur du record absolu de vitesse à la voile (51,36 nœuds de moyenne sur 500 mètres et 55,5 nœuds soit 103 km/h en vitesse de pointe)[62] et l'Hydroptère.ch.
- L'EPFL a grandement participé à la construction du SwissCube-1[63], le premier satellite entièrement construit en Suisse dans le cadre du programme CubeSat et mis en orbite le 23 septembre 2009 par le lanceur indien PSLV.
- Afin de mieux comprendre la relation entre la nutrition et le cerveau, l'EPFL et le Centre de recherche Nestlé ont signé un accord d'une durée de cinq ans. Selon les termes de celui-ci, Nestlé va contribuer à hauteur de 5 millions par année et pour cinq ans, aux travaux du Brain Mind Institute, où deux chaires ont été créées.
- Logitech et l'EPFL ont annoncé la création de l'incubateur Logitech EPFL. Chaque année, cette collaboration offrira un soutien financier, pédagogique et fonctionnel à une sélection de chercheurs et d'étudiants.
- Breitling Orbiter 3, le premier ballon à avoir fait un tour du monde sans escale en 1999, piloté par Bertrand Piccard et Brian Jones.
- Solar Impulse, l'avion solaire de Bertrand Piccard qui a réalisé un vol de plus de 26 heures sans interruption, incluant une nuit.
- Le Projet cerveau humain, successeur du projet Blue Brain, regroupe plus de 90 universités et institutions en Suisse et dans le monde, dans le but de simuler un cerveau humain. Le projet est éligible pour le programme FET de l'UE, qui pourrait dès 2013 fournir 1 milliard d'euros sur 10 ans[64].
- Le Swiss Data Science Center (SDSC)[65],[66], un Centre national mis en place conjointement par l'EPFL et l'ETHZ pour la promotion de la science des données.
- En décembre 2017, l'EPFL annonce la création du Center for Digital Trust, qui travaillera sur trois thématiques : la cybersécurité, la transparence dans le stockage et la distribution des données ainsi que la protection de la sphère privée. Le projet s'appuie sur huit partenaires institutionnels ou privés : le Comité international de la Croix-Rouge (CICR), le Centre hospitalier universitaire vaudois (CHUV) et les entreprises Elca, SGS, SICPA, Swisscom, Swissquote et SwissRe[67].
- En 2019, l'Armée suisse ouvre une antenne du Cyber-Defence Campus à l'EPFL. Un tiers des employés sont des étudiants, un tiers des professionnels du secteur de la sécurité et un tiers sont des employés d'Armasuisse pour un total de vingt employé[68].

### Influence d'entreprises privées
En 2014, le Wochenzeitung publie un contrat entre l'EPFL et Nestlé, permettant à l'entreprise d'avoir un droit de regard sur deux chaires qu'elle cofinance. Ces chaires possèdent un droit de vote sur le projet de recherche, un vote qui se fait à l'unanimité. Ce contrat donne à Nestlé le droit d'exclusivité, ne permettant pas à l'EPFL de rentrer dans d'autres partenariats dans le domaine de l'agroalimentaire.
En 2016, il est révélé que Merck Serono et l'EPFL ont signé un contrat donnant un droit de regard à la firme sur les publications scientifiques ainsi qu'un droit à demander des modifications « acceptables » en échange de 12 millions de francs pour une durée de 25 ans. Roche, Novartis et Interpharma auraient passé des contrats similaires. L'EPFL reconnaît l’ambiguïté du contrat mais selon l'université, l'autonomie des chercheurs n'est pas remise en question.
En 2016 : 8,8% du budget de l'EPFL venaient de fonds privés (compagnies, associations et autres).

## Instituts et fondations associés
- Centre d'imagerie biomédicale (CIBM)[73]
- Centre lémanique de calcul à haute performance (CADMOS)[74]

## Personnalités liées à l'école

### Étudiants
- Marilyne Andersen, physicienne
- Metin Arditi, auteur, mécène et homme d'affaires
- Othman Benjelloun est un banquier et homme d'affaires marocain
- Mattia Binotto, ancien directeur technique (CTO) de la Scuderia Ferrari
- Daniel Borel, industriel, fondateur de Logitech
- André Borschberg, CEO, cofondateur et pilote de Solar Impulse
- Daniel Brélaz, homme politique écologiste vaudois, conseiller national et syndic de la ville de Lausanne
- Marc Burki et Paolo Buzzi, fondateurs de Swissquote[75]
- Wassim Dhaouadi est un ingénieur tunisien en génie mécanique.
- Stéphanie Fontugne : dirigeante d'entreprise franco-suisse
- Alain Fuchs, ingénieur chimiste, directeur de l'ENSCP (Chimie Paris Tech) et président du CNRS
- Aart de Geus, fondateur de Synopsys[75]
- André Gorz, philosophe et journaliste français
- Didier Guzzoni, informaticien et inventeur de Siri
- Éva Jakab Tóth, médaille d'argent du CNRS
- André Kudelski, industriel, inventeur du premier système de chiffrement pour Canal+
- Stefan Kudelski, industriel, inventeur du magnétophone de qualité Nagra
- Vincent Mangeat, architecte
- Ghita Mezzour, ministre marocaine chargée de la Transition numérique et de la Réforme administrative (Depuis 2021).
- Georges de Mestral, l'inventeur de la fermeture Velcro
- Jean-Daniel Nicoud, chercheur, inventeur de l'ordinateur personnel Smaky, contribua à moderniser et répandre la souris
- Luc Recordon, homme politique écologiste vaudois, conseiller national et conseiller aux États
- Claudia de Rham, physicienne théorique
- Franck Riboud, industriel, PDG du groupe Danone
- Sarclo, auteur, compositeur et interprète
- Alfred Stucky, professeur et premier président de l'EPUL, ancêtre de l'EPFL
- Franco Tufo, ingénieur, fondateur de Citec[76]
- Martin Vetterli, ingénieur et professeur suisse
- Nanda Vigo, architecte et designeuse italienne
- Lambert Sonna Momo, ingénieur et professeur en cybersécurité[77]

### Corps enseignant

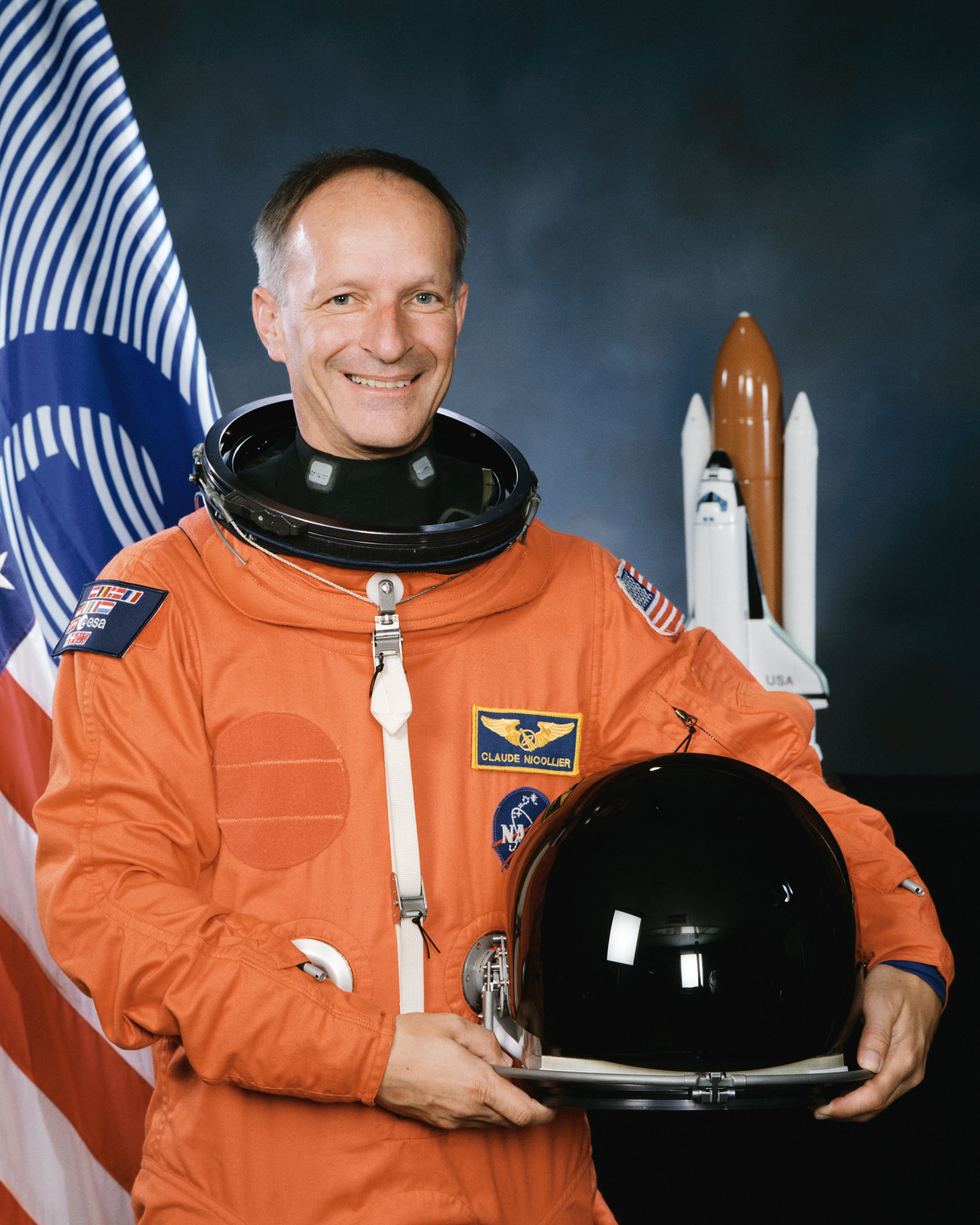
Claude Nicollier, spationaute et professeur en technologie spatiale.

- Reymond Clavel, professeur de robotique et inventeur du Robot Delta
- Giovanni De Micheli, professeur, spécialiste des systèmes intégrés
- Ambrogio Fasoli, physicien ; dirige le Swiss Plasma Center de l’École polytechnique fédérale de Lausanne
- Michael Grätzel, professeur de photonique et interfaces, inventeur des cellules solaires à pigment photosensible
- Lyesse Laloui, professeur de mécanique des sols
- Arjen Lenstra, professeur de cryptographie
- Anders Meibom, professeur de bio-géochimie
- Ludovica Molo, architecte.
- Julius Natterer, professeur de construction en bois
- Jacques Neirynck, homme politique démocrate chrétien vaudois, conseiller national, professeur honoraire EPFL, écrivain
- Claude Nicollier, spationaute et professeur en technologie spatiale
- Jean-Daniel Nicoud, professeur d'informatique, chercheur, inventeur de la première souris optique, de l'ordinateur personnel Smaky et du langage Common Assembly Language for Microprocessors (CALM)
- Wendy Lee Queen, professeure assistant permanent. Elle dirige le Laboratoire des matériaux inorganiques fonctionnels.
- Jean-Luc Sandoz, professeur de construction en bois, fondateur et dirigeant du groupe CBS-Lifteam[77]
- Martin Odersky, professeur de programmation et concepteur du langage Scala (langage)
- Andrew Oates, biologiste du développement, embryologiste et directeur de l'Institut de bio-ingénierie.
- Gaétan de Rassenfosse (en), économiste
- Marcel Salathé, professeur associé d'épidémiologie numérique et nutritionnelle, créateur de l'application SwissCovid
- Sabine Süsstrunk, professeur d'informatique
- Carmela Troncoso, professeure assistante en ingénierie
- Serge Vaudenay, professeur de sécurité et cryptologie
- Maryna Viazovska, titulaire de la chaire d'arithmétique et lauréate de la médaille Fields 2022.

### Docteurshonoris causa
- 2023 : Demis Hassabis, Jennifer A. Lewis (en)
- 2022 : Patrick Chappatte
- 2021 : Soumya Swaminathan, Lorraine Daston
- 2020 : Pas de titre décerné
- 2019 : Maria Leptin
- 2018 : Yann LeCun, Martine Clozel (en)
- 2017 : Suzan Gail LeVine, Yves Meyer
- 2016 : Daphne Koller, Emmanuelle Charpentier
- 2015 : Margaret J. McFall-Ngai, Bonnie Berger, Frederik Paulsen
- 2014 : Françoise Barré-Sinoussi, Cynthia Barnhart (en), Hansjörg Wyss
- 2013 : Fabiola Gianotti, John A. Rogers (en), Christos Papadimitriou
- 2012 : David Donoho, Emily Carter (en)
- 2011 : Hanna Damasio, Antonio R. Damasio, Roberto Car, Subra Suresh (en)
- 2010 : Jerry Yang (homme d'affaires), Pierre-Louis Lions, Shirley Ann Jackson
- 2009 : Pascale Cossart, Joseph Sifakis, Ahmed Zewail
- 2008 : Al Gore, Deborah Estrin, Christian Menn
- 2007 : Paul Allen, Catherine Bréchignac, David Forney (en)
- 2006 : Manuel Castells, Paul Gray, Claude Nobs
- 2005 : Odile Jacob, Klaus Töpfer, Alexandre Chorin
- 2004 : Merton C. Flemings, Nicolas Gisin, Leslie Lamport
- 2003 : Claudie Haigneré, John L. Hennessy, Sumio Iijima, Jörg Schlaich
- 2002 : Michel Mayor, Rafael Moneo, Jacques Rogge, Carla J. Shatz
- 2001 : André Buchel, Ingrid Daubechies, Michel Serres, Charles Weissmann, Kurt Wüthrich
- 2000 : Pas de titre décerné
- 1999 : René Berger, Hans Beutler, Klaus Schwab
- 1998 : Beat Richner, Jeanne Hersch, Jean-Pascal Delamuraz, Jakob Nuesch
- 1997 : Konrad Basler, Hiroyasu Funakubo, Bernard Huet
- 1996 : Jean-Pierre Changeux, Bernhard Hirt, Nico Weserhof
- 1995 : Marie-Claude Gaudel, Edward J.Kramer, Elliott Lieb
- 1994 : Arun Netravali (en), Erich Spitz, Branco Weiss (en)
- 1993 : René Badan, Claude Nicollier, Jean-Claude Piguet, Alvaro Siza, Hugo Thiemann
- 1992 : John M. Ball, Daniel Borel, Rudolf Grüetter
- 1991 : Gérard Bauer, Jean-René Bory, Olivier Reverdin, Henri Rieben
- 1990 : Heinz Lienhard (en), Martin Peter

## Vie étudiante

### Vie associative
L'école encourage également la vie associative et sportive sur le campus. Grâce à une centaine d'associations de tout type allant de la représentation des étudiants comme l'AGEPoly à l'organisation de fêtes ou de festivals comme Balélec, les étudiants peuvent en plus de leurs études acquérir des expériences qui forment un plus pour leur vie professionnelle et sociale.

### Traditions et festivités
Une équipe constituée d'étudiants de l'EPFL organise chaque année au printemps le Festival Balélec, premier festival de musique en plein air de la saison en Suisse, et le plus grand festival organisé par des étudiants en Europe.
Une LAN-party nommée PolyLAN est organisée deux fois par an par les étudiants de l'EPFL. Les éditions qui ont lieu dans le SwissTech Convention Center font de cet événement le plus grand de ce type en Suisse.
Chaque année a également lieu Japan Impact organisée par PolyJapan.
Chaque année, le vendredi précédent la semaine de la rentrée, l'association du coaching organise une journée appelée "Welcome Day", au cours de laquelle les étudiants en première année sont accueillis le matin au Swiss Tech center par les dirigeants de l'EPFL puis dans leurs sections respectives. La journée se termine en général par la soirée appelée "Welcome Party".

### Harcèlement et sexisme
En 2020, l'association Polyquity publie de nombreux témoignages d'étudiants via un compte instagram @payetonepfl dénonçant des cas de harcèlement sexistes, homophobes, racistes ainsi que des agressions sexuelles entre étudiants sur le campus mais également dans le corps enseignant. L'association dénonce de graves manquements de l'organe censé gérer le harcèlement[réf. nécessaire].
En 2023, Le Temps révèle que 15 plaintes ont été déposées contre un professeur de l'école sans que des sanctions ne soient prises à son encontre. L'affaire crée un débat sur le processus d'enquête interne de l'école qui donne au président tout le pouvoir décisionnel sur les sanctions à la suite d'une enquête. L'administration refuse de revoir le fonctionnement des plaintes internes et accuse les militantes féministes d'être responsables de la diminution de la confiance que le public porte en l’EPFL.

## Photographies

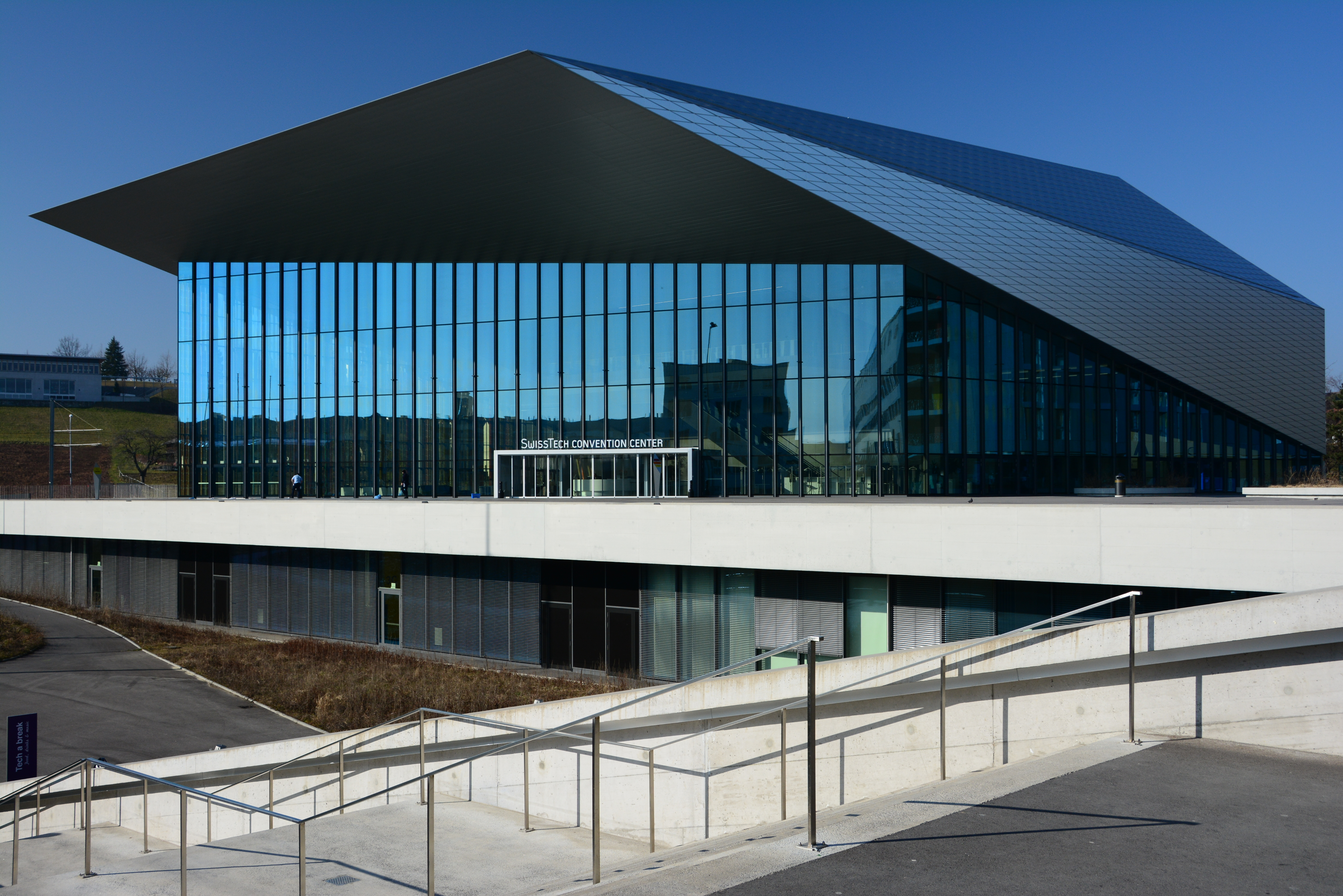
Centre de convention Swiss Tech en février 2015.
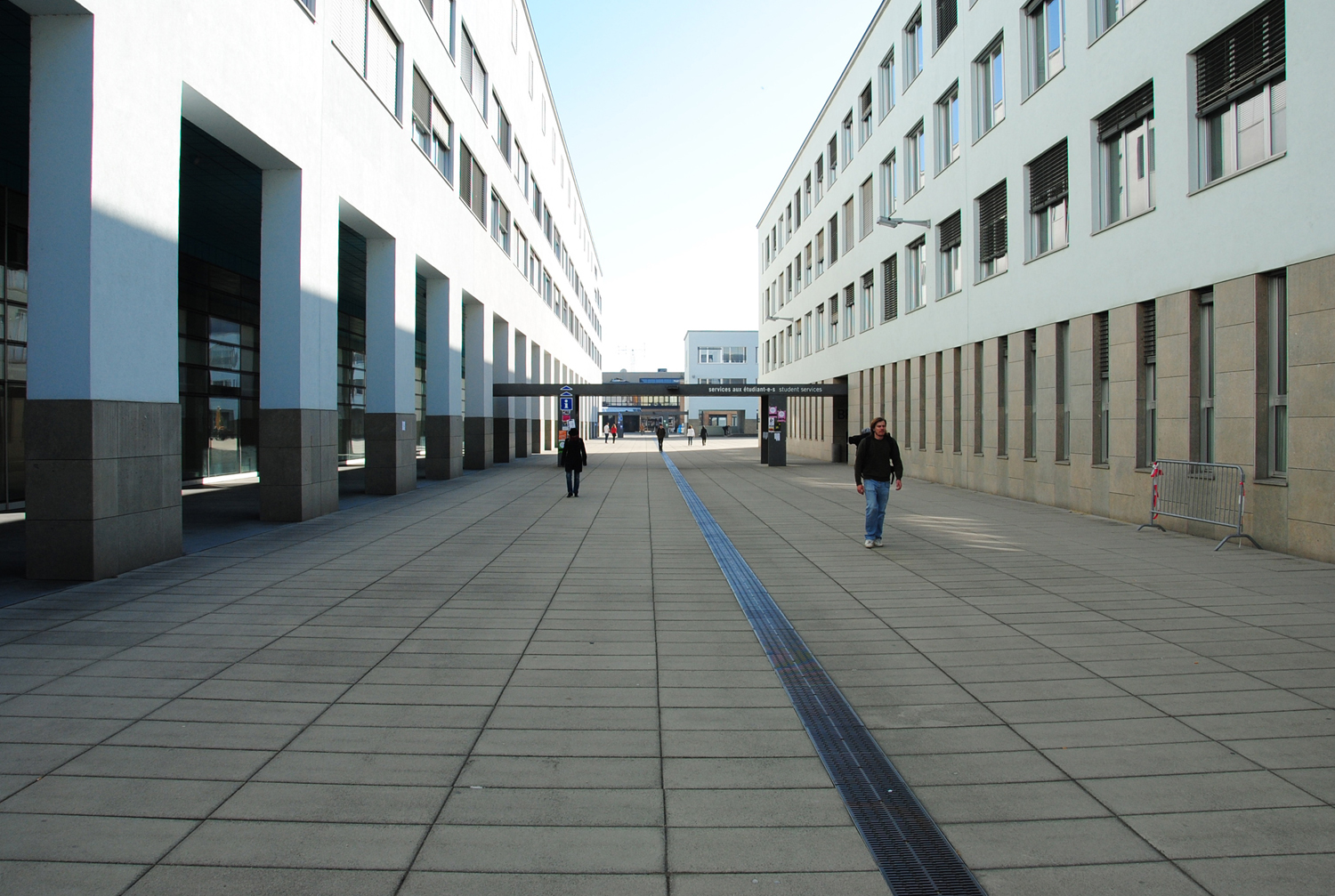
Le quartier nord.
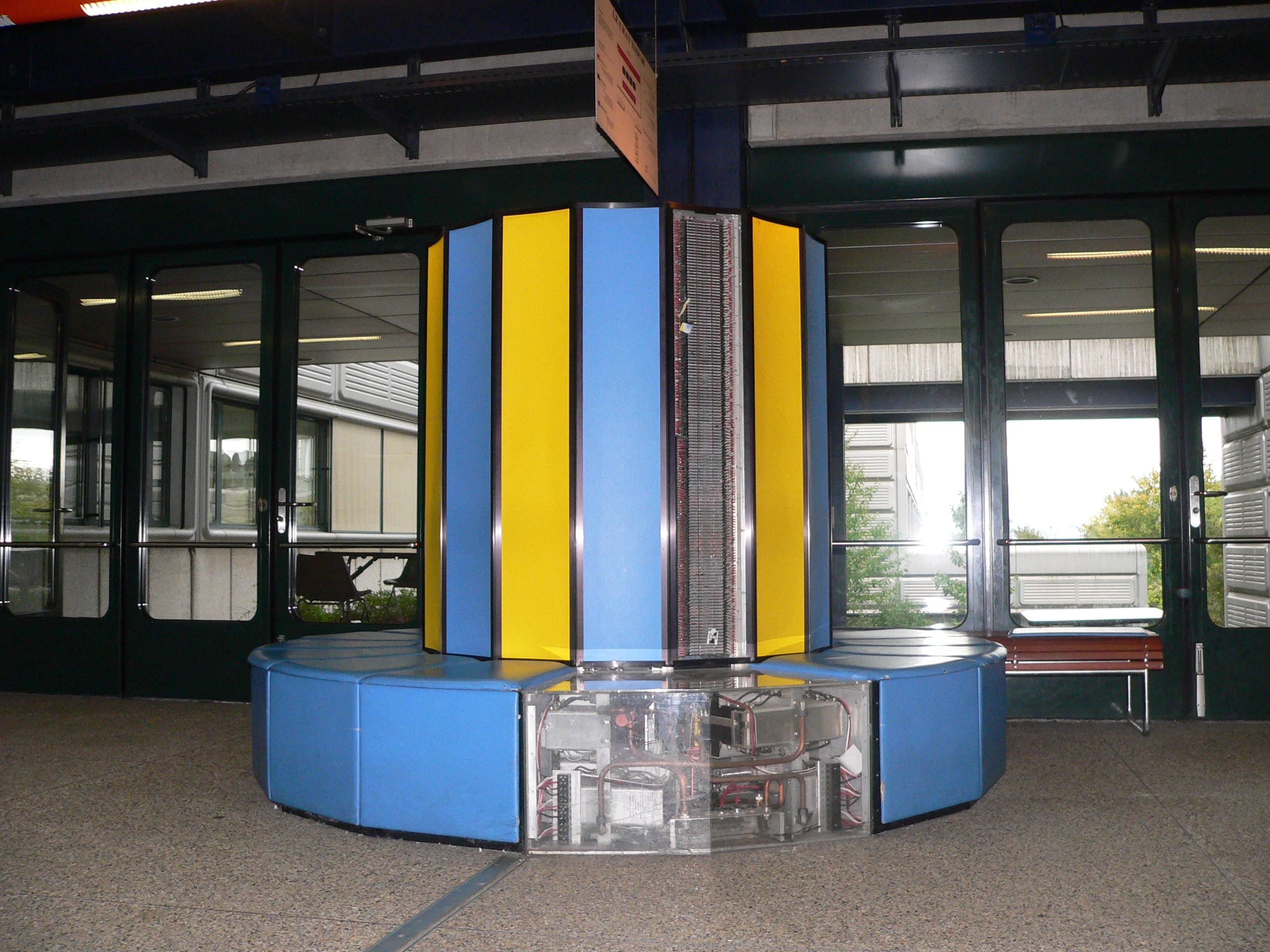
Cray XMP-48.
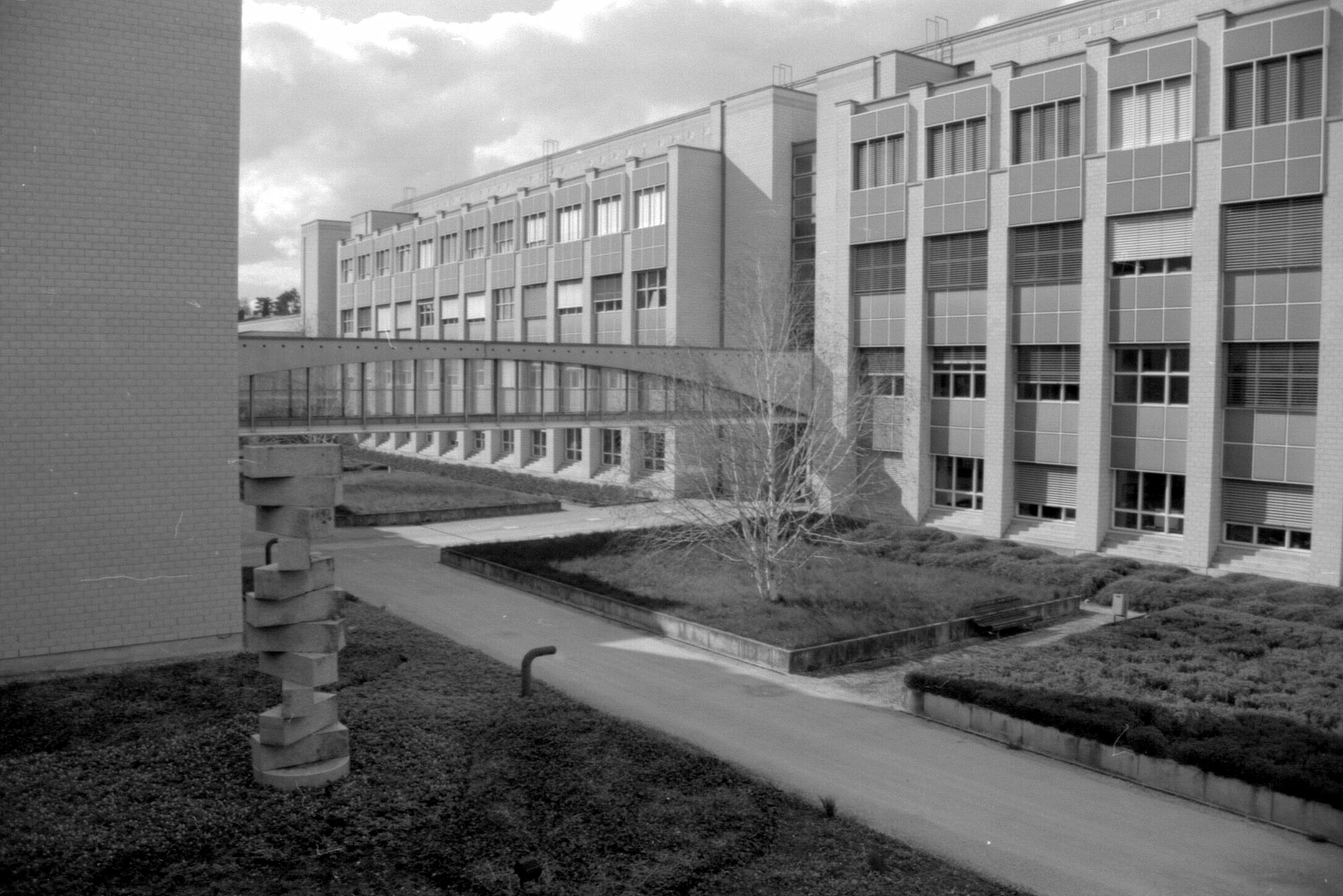
Bâtiment matériaux.
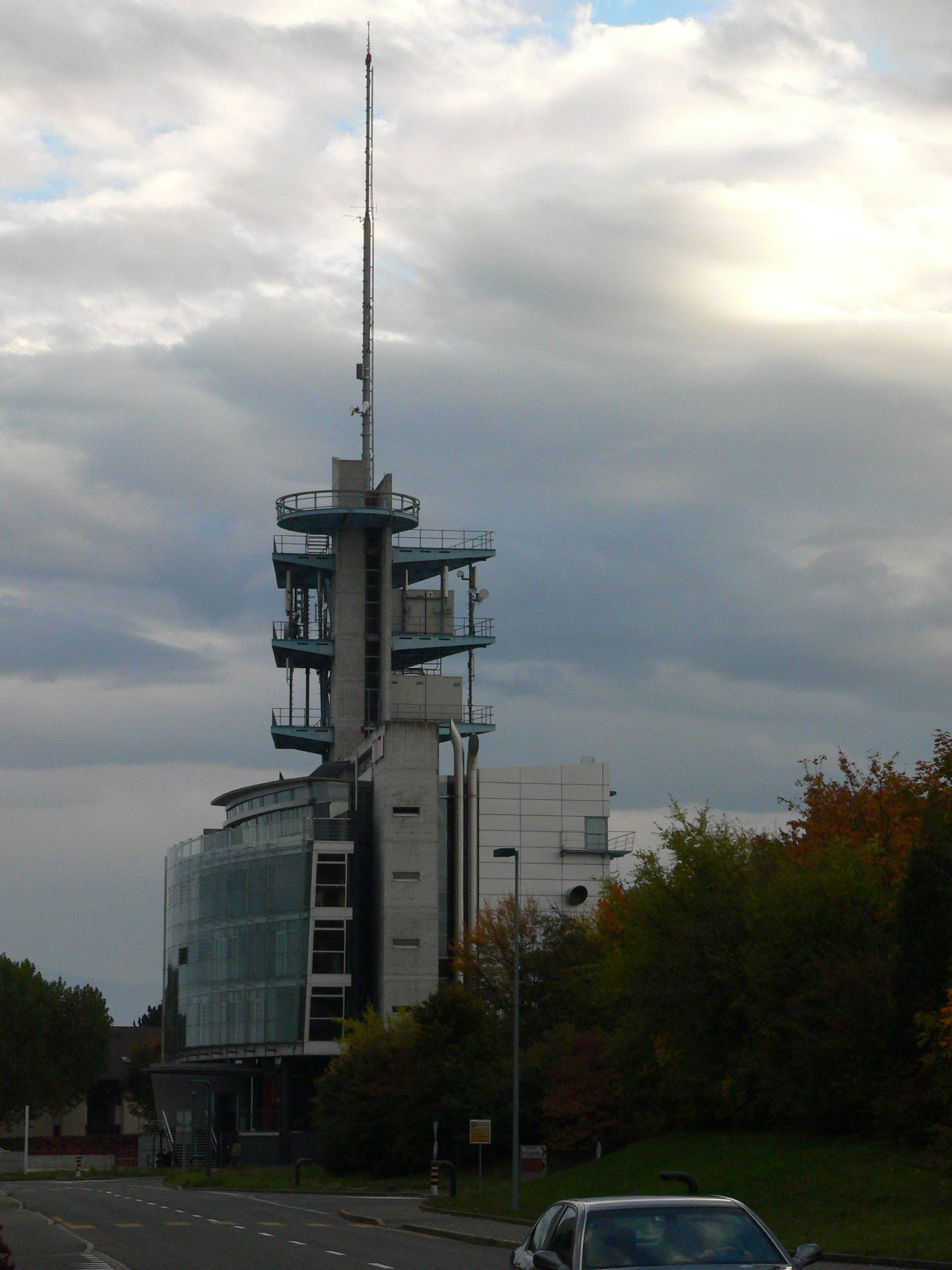
Odyssea CDM.
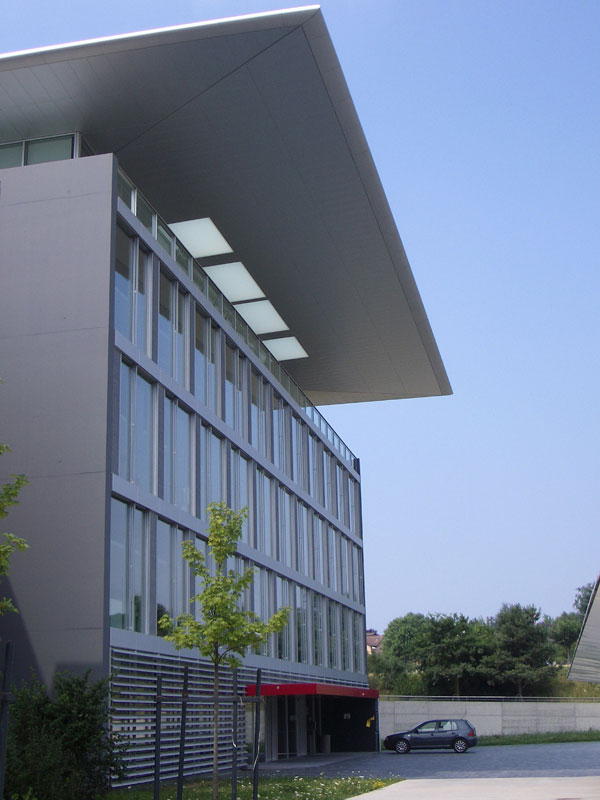
Bâtiment BC.
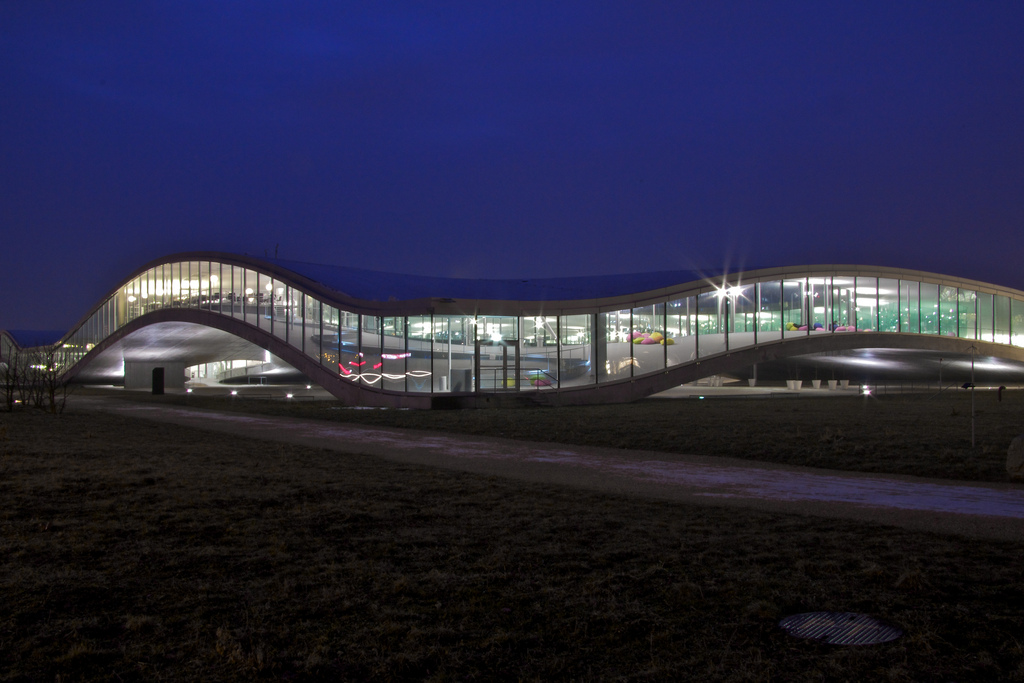
Rolex Learning Center.
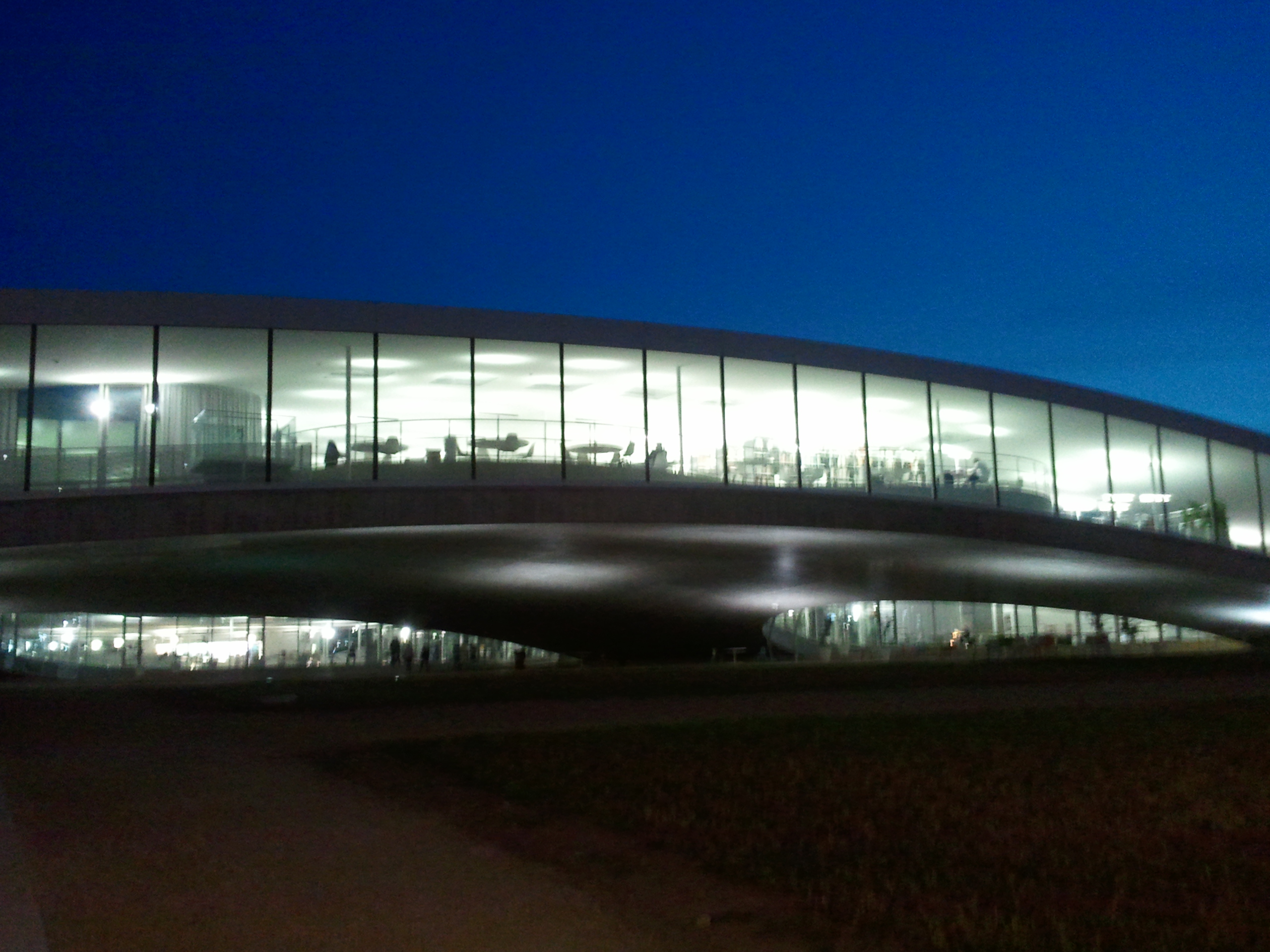
Rolex Learning Center.
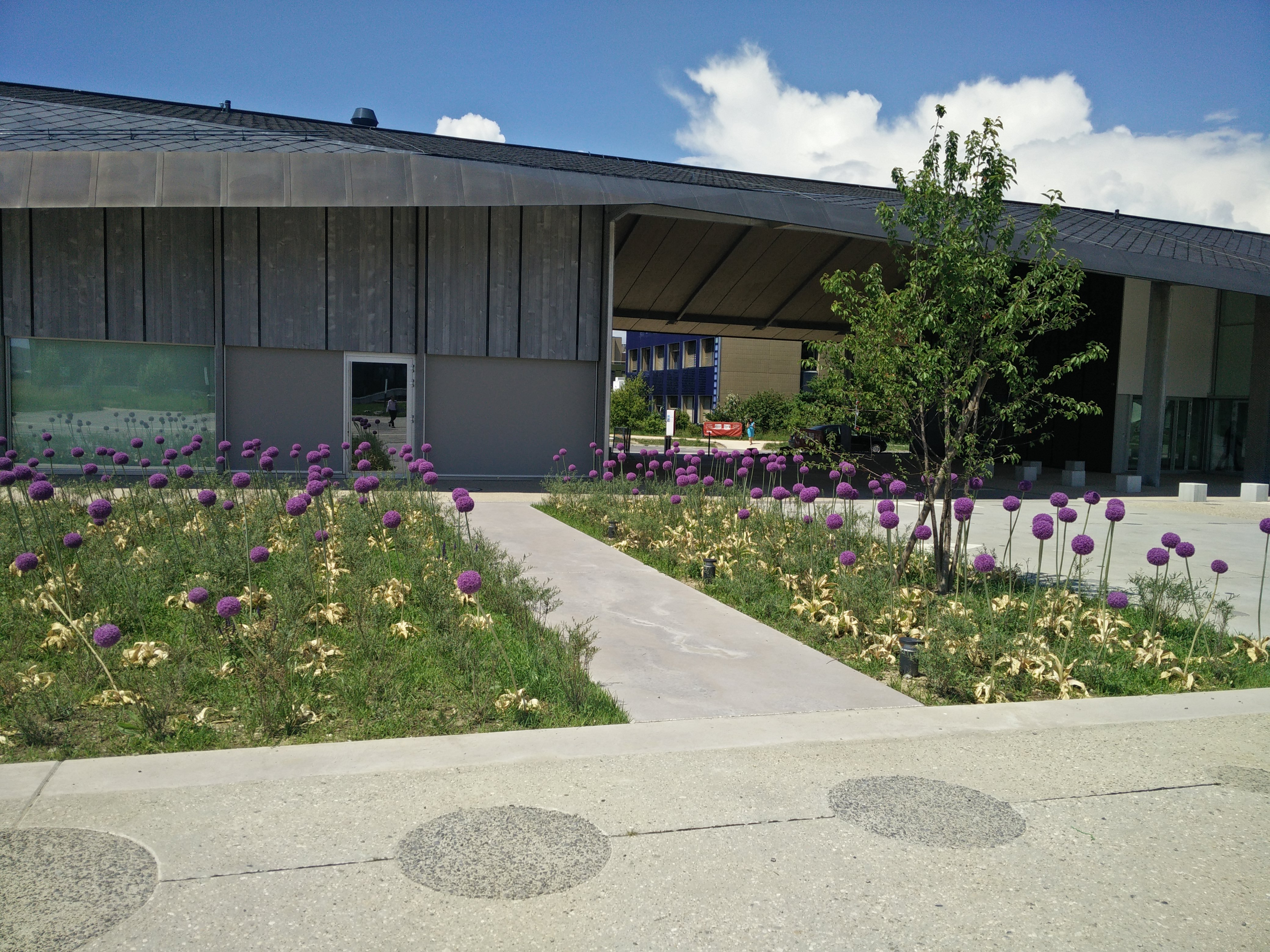
Bâtiment Artlab.
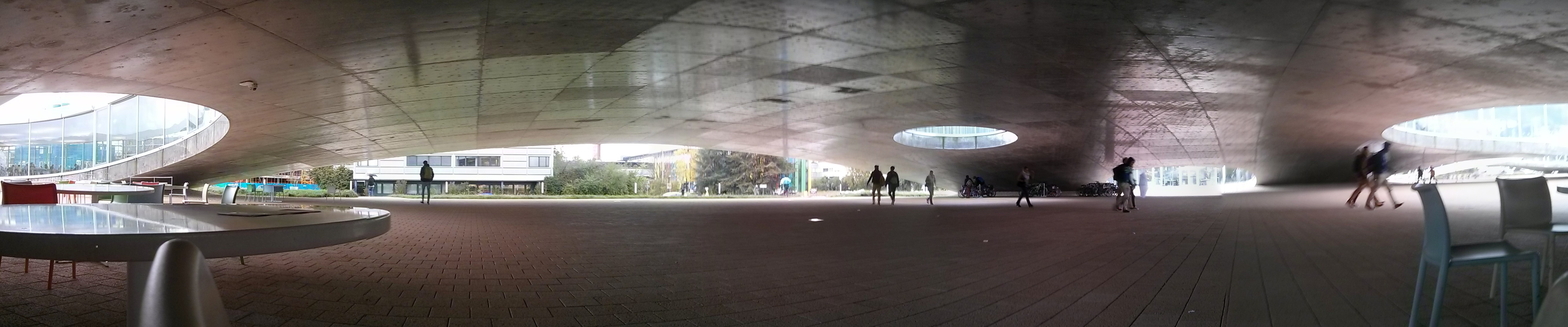
Sous les voûtes du Rolex Learning Center.
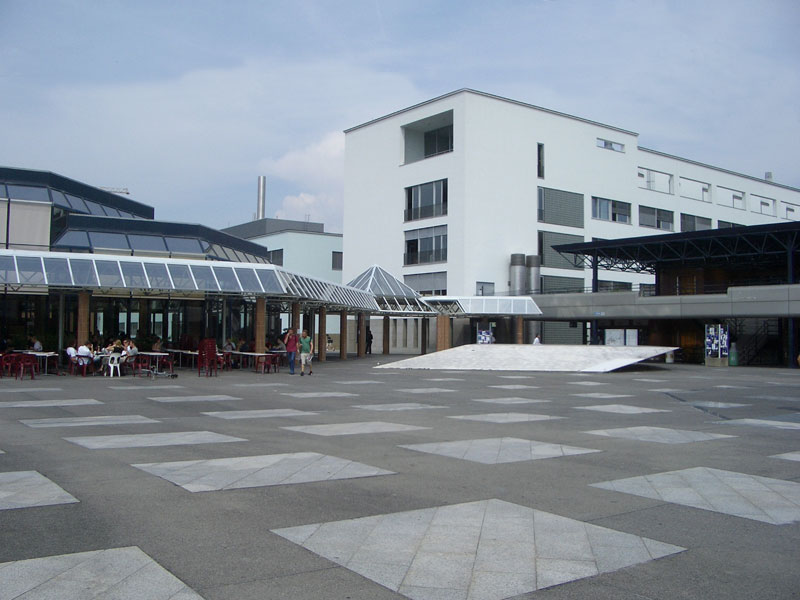
L'Esplanade.
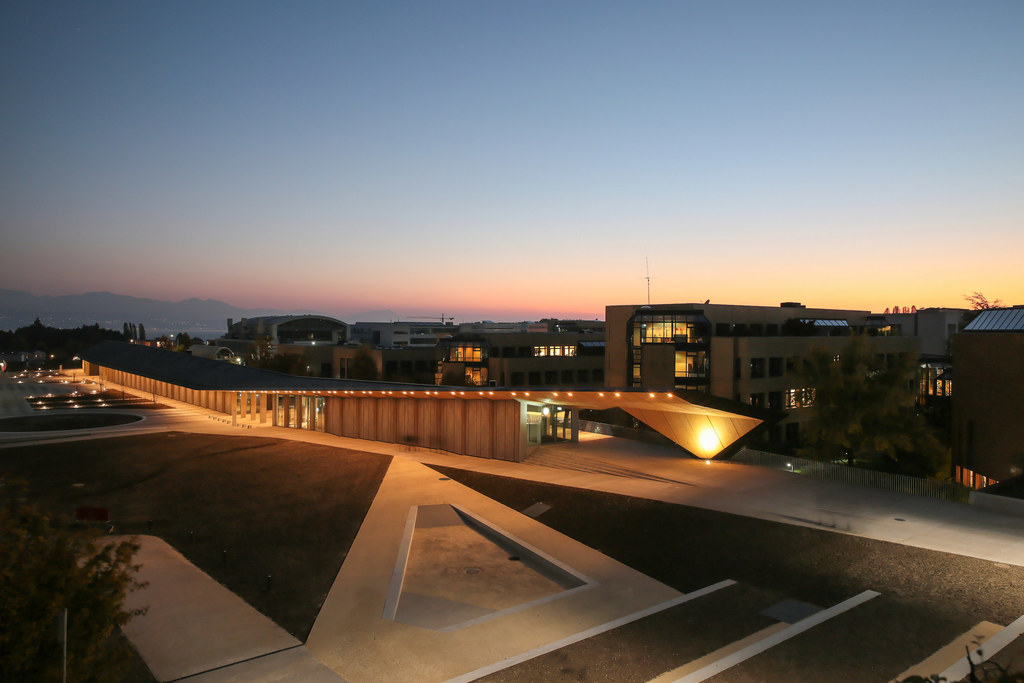
Batiment Artlab.
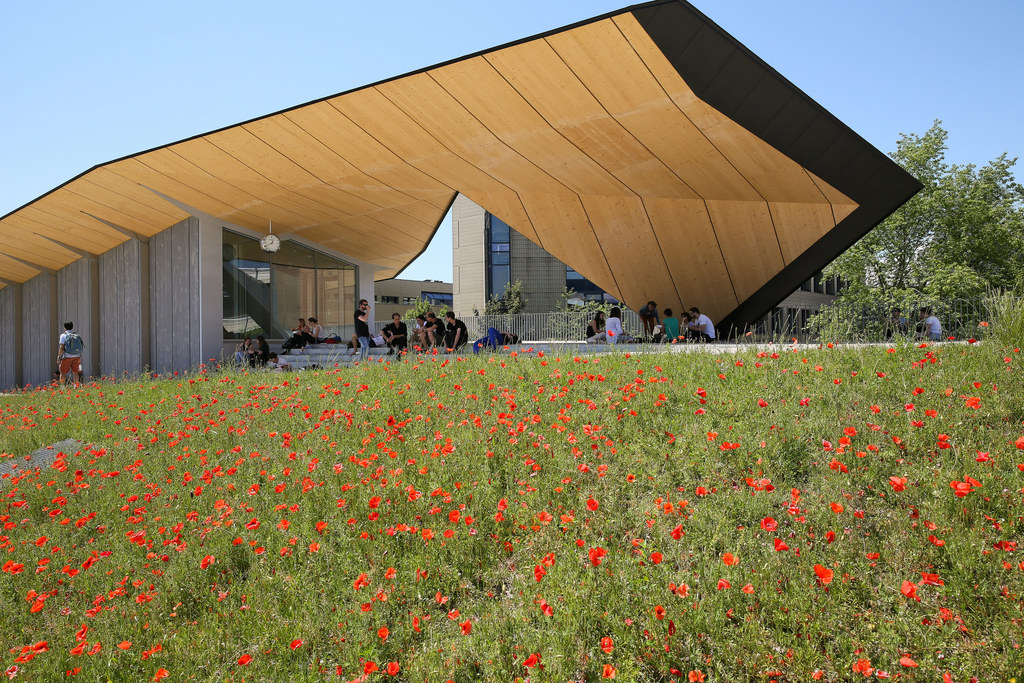
Batiment Artlab.
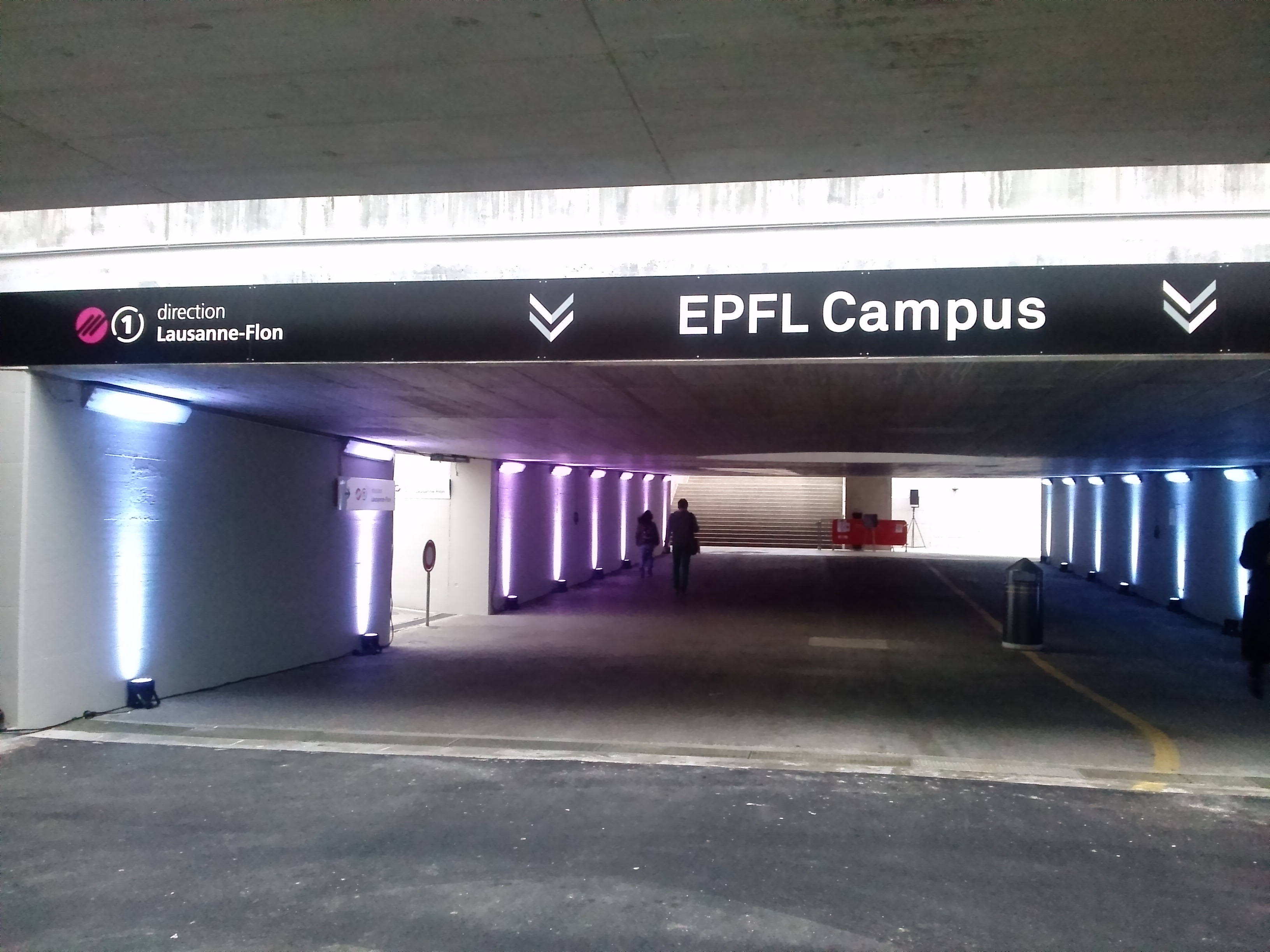
EPFL Campus.
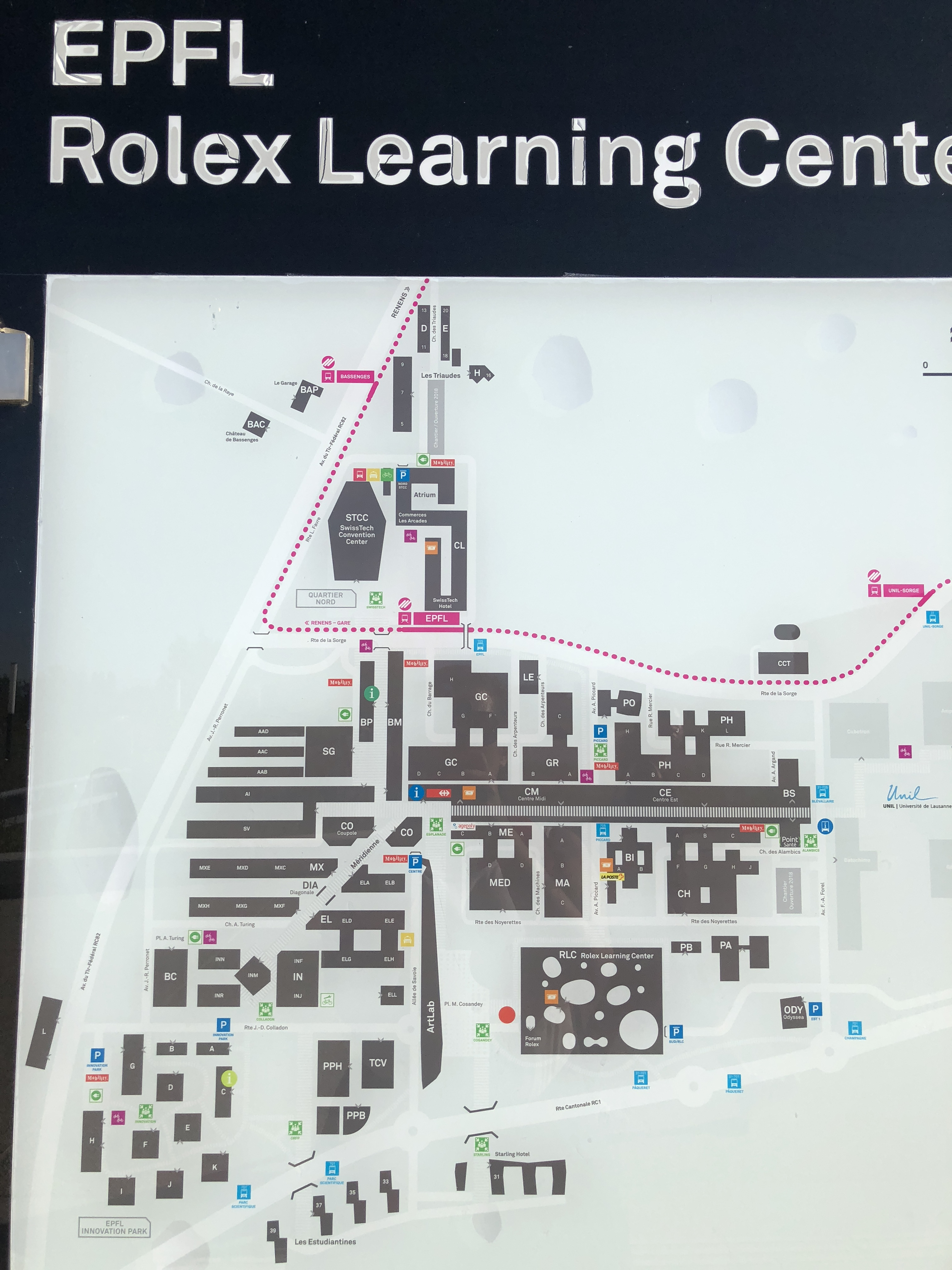
Plan EPFL.
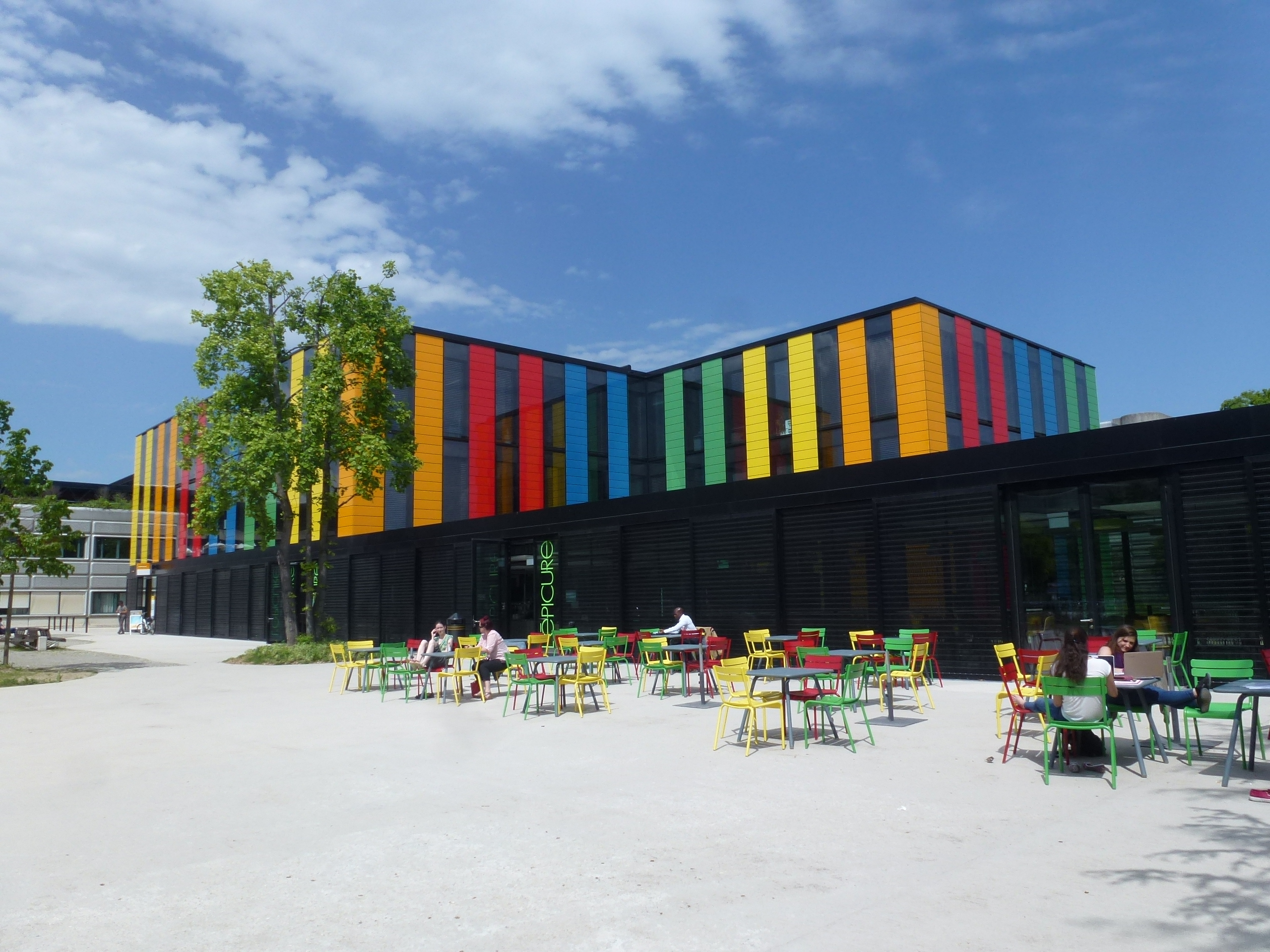
Bâtiment des RH.
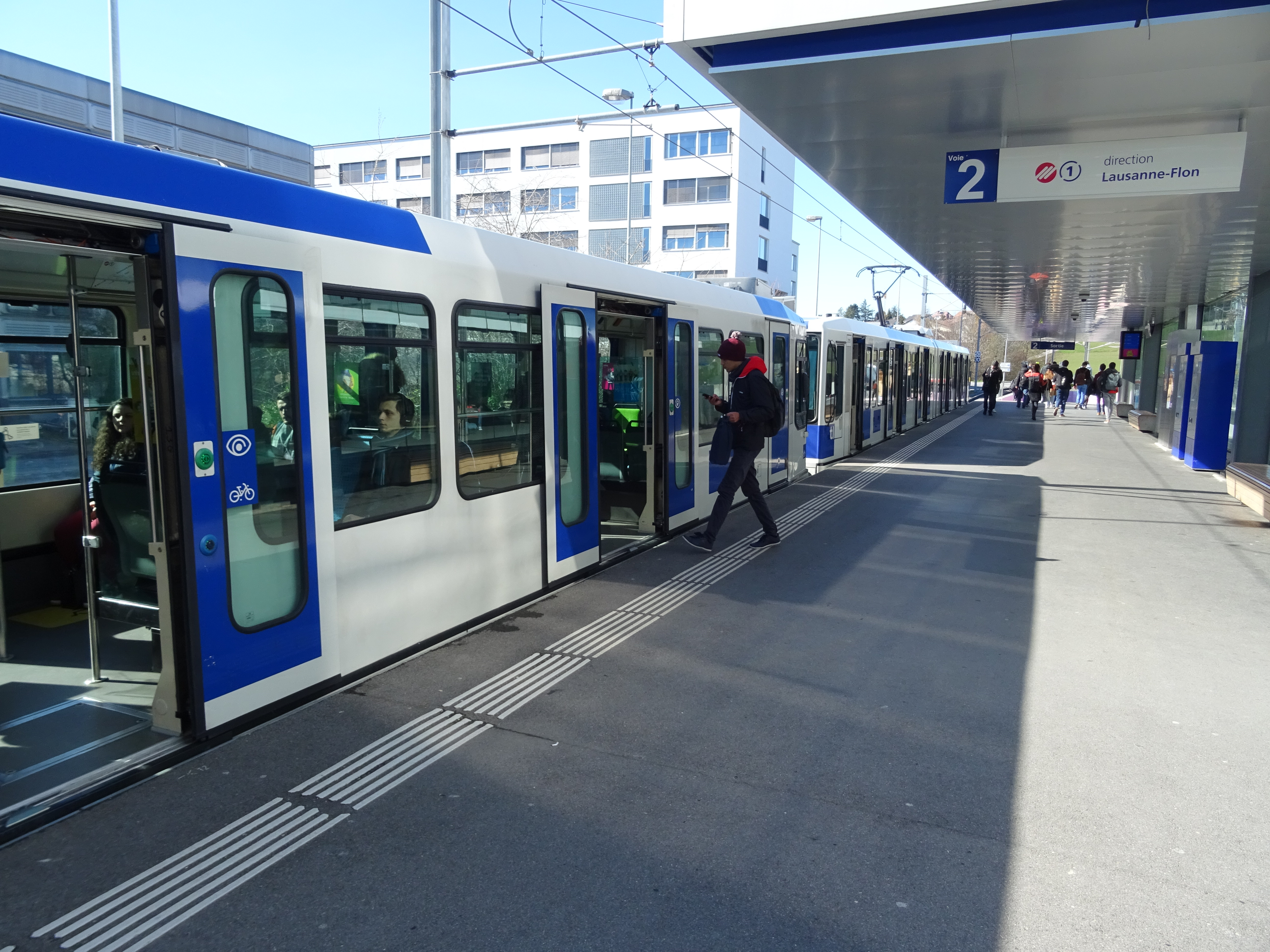
Métro M1, arrêt EPFL.
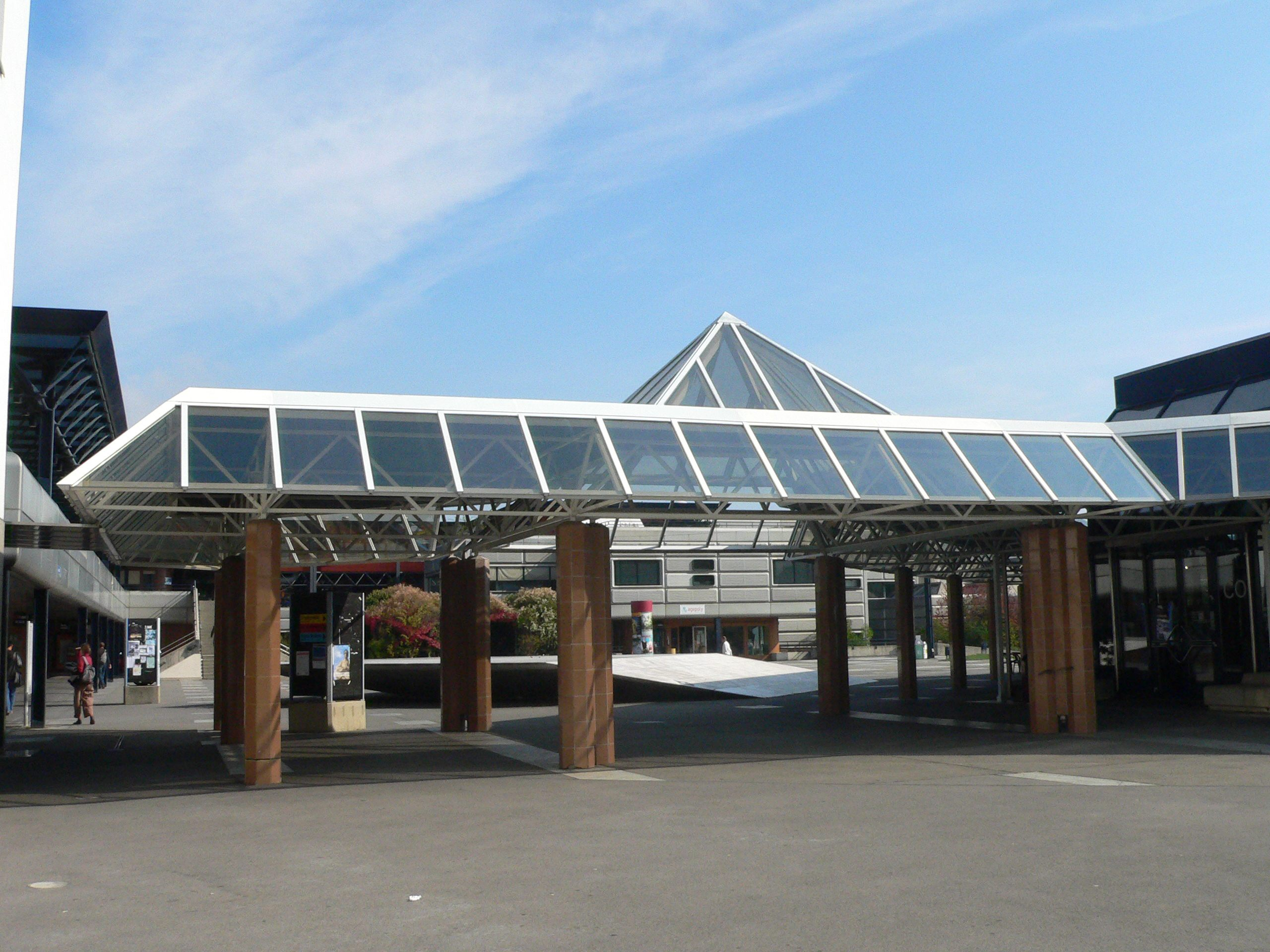
Place centrale de l'EPFL.